# Llista d'asteroides (115001-116000)
Llista d'asteroides del 115.001 al 116.000, amb data de descoberta i descobridor. És un fragment de la llista d'asteroides completa. Als asteroides se'ls dona un número quan es confirma la seva òrbita, per tant apareixen llistats aproximadament segons la data de descobriment.
Contingut: 115001... 115101... 115201... 115301... 115401... 115501... 115601... 115701... 115801... 115901... 

| Nom                 | Designació provisional | Data de descobriment | Lloc de descobriment | Descobridor/s                        |
| 115001–115100       | 115001–115100          | 115001–115100        | 115001–115100        | 115001–115100                        |
| ------------------- | ---------------------- | -------------------- | -------------------- | ------------------------------------ |
| 115001 -            | 2003 QF75              | 24 d'agost, 2003     | Socorro              | LINEAR                               |
| 115002 -            | 2003 QG75              | 24 d'agost, 2003     | Socorro              | LINEAR                               |
| 115003 -            | 2003 QL75              | 24 d'agost, 2003     | Socorro              | LINEAR                               |
| 115004 -            | 2003 QU76              | 24 d'agost, 2003     | Socorro              | LINEAR                               |
| 115005 -            | 2003 QW77              | 24 d'agost, 2003     | Socorro              | LINEAR                               |
| 115006 -            | 2003 QX77              | 24 d'agost, 2003     | Socorro              | LINEAR                               |
| 115007 -            | 2003 QZ77              | 24 d'agost, 2003     | Socorro              | LINEAR                               |
| 115008 -            | 2003 QC78              | 24 d'agost, 2003     | Socorro              | LINEAR                               |
| 115009 -            | 2003 QF78              | 24 d'agost, 2003     | Socorro              | LINEAR                               |
| 115010 -            | 2003 QS78              | 24 d'agost, 2003     | Socorro              | LINEAR                               |
| 115011 -            | 2003 QY78              | 24 d'agost, 2003     | Socorro              | LINEAR                               |
| 115012 -            | 2003 QF79              | 24 d'agost, 2003     | Socorro              | LINEAR                               |
| 115013 -            | 2003 QG79              | 24 d'agost, 2003     | Socorro              | LINEAR                               |
| 115014 -            | 2003 QL79              | 25 d'agost, 2003     | Socorro              | LINEAR                               |
| 115015 Chang Díaz   | 2003 QX84              | 24 d'agost, 2003     | Cerro Tololo         | M. W. Buie                           |
| 115016 -            | 2003 QQ87              | 25 d'agost, 2003     | Socorro              | LINEAR                               |
| 115017 -            | 2003 QU88              | 25 d'agost, 2003     | Socorro              | LINEAR                               |
| 115018 -            | 2003 QJ89              | 26 d'agost, 2003     | Socorro              | LINEAR                               |
| 115019 -            | 2003 QS89              | 28 d'agost, 2003     | Socorro              | LINEAR                               |
| 115020 -            | 2003 QQ90              | 28 d'agost, 2003     | Socorro              | LINEAR                               |
| 115021 -            | 2003 QD92              | 28 d'agost, 2003     | Haleakala            | NEAT                                 |
| 115022 -            | 2003 QK93              | 28 d'agost, 2003     | Haleakala            | NEAT                                 |
| 115023 -            | 2003 QX94              | 29 d'agost, 2003     | Haleakala            | NEAT                                 |
| 115024 -            | 2003 QP98              | 30 d'agost, 2003     | Kitt Peak            | Spacewatch                           |
| 115025 -            | 2003 QC100             | 28 d'agost, 2003     | Palomar              | NEAT                                 |
| 115026 -            | 2003 QG101             | 28 d'agost, 2003     | Haleakala            | NEAT                                 |
| 115027 -            | 2003 QV101             | 29 d'agost, 2003     | Haleakala            | NEAT                                 |
| 115028 -            | 2003 QY102             | 31 d'agost, 2003     | Kitt Peak            | Spacewatch                           |
| 115029 -            | 2003 QZ102             | 31 d'agost, 2003     | Socorro              | LINEAR                               |
| 115030 -            | 2003 QS103             | 31 d'agost, 2003     | Haleakala            | NEAT                                 |
| 115031 -            | 2003 QN104             | 28 d'agost, 2003     | Socorro              | LINEAR                               |
| 115032 -            | 2003 QX104             | 29 d'agost, 2003     | Haleakala            | NEAT                                 |
| 115033 -            | 2003 QC105             | 31 d'agost, 2003     | Haleakala            | NEAT                                 |
| 115034 -            | 2003 QH105             | 31 d'agost, 2003     | Haleakala            | NEAT                                 |
| 115035 -            | 2003 QU106             | 30 d'agost, 2003     | Haleakala            | NEAT                                 |
| 115036 -            | 2003 QZ106             | 30 d'agost, 2003     | Kitt Peak            | Spacewatch                           |
| 115037 -            | 2003 QJ108             | 31 d'agost, 2003     | Socorro              | LINEAR                               |
| 115038 -            | 2003 QK108             | 31 d'agost, 2003     | Socorro              | LINEAR                               |
| 115039 -            | 2003 QB109             | 31 d'agost, 2003     | Socorro              | LINEAR                               |
| 115040 -            | 2003 QY110             | 31 d'agost, 2003     | Socorro              | LINEAR                               |
| 115041 -            | 2003 QA111             | 31 d'agost, 2003     | Socorro              | LINEAR                               |
| 115042 -            | 2003 QT112             | 20 d'agost, 2003     | Socorro              | LINEAR                               |
| 115043 -            | 2003 RH                | 1 de setembre, 2003  | Socorro              | LINEAR                               |
| 115044 -            | 2003 RQ                | 2 de setembre, 2003  | Socorro              | LINEAR                               |
| 115045 -            | 2003 RB1               | 1 de setembre, 2003  | Socorro              | LINEAR                               |
| 115046 -            | 2003 RV3               | 1 de setembre, 2003  | Socorro              | LINEAR                               |
| 115047 -            | 2003 RH4               | 2 de setembre, 2003  | Socorro              | LINEAR                               |
| 115048 -            | 2003 RU4               | 3 de setembre, 2003  | Haleakala            | NEAT                                 |
| 115049 -            | 2003 RY4               | 3 de setembre, 2003  | Haleakala            | NEAT                                 |
| 115050 -            | 2003 RS5               | 3 de setembre, 2003  | Haleakala            | NEAT                                 |
| 115051 Safaeinili   | 2003 RC6               | 4 de setembre, 2003  | Campo Imperatore     | CINEOS                               |
| 115052 -            | 2003 RD6               | 5 de setembre, 2003  | Socorro              | LINEAR                               |
| 115053 -            | 2003 RP6               | 1 de setembre, 2003  | Socorro              | LINEAR                               |
| 115054 -            | 2003 RR6               | 1 de setembre, 2003  | Socorro              | LINEAR                               |
| 115055 -            | 2003 RU6               | 3 de setembre, 2003  | Črni Vrh             | Črni Vrh                             |
| 115056 -            | 2003 RZ6               | 4 de setembre, 2003  | Socorro              | LINEAR                               |
| 115057 -            | 2003 RC7               | 4 de setembre, 2003  | Socorro              | LINEAR                               |
| 115058 Tassantal    | 2003 RH8               | 4 de setembre, 2003  | Piszkéstető          | Piszkéstető, K. Sárneczky, B. Sipőcz |
| 115059 Nagykároly   | 2003 RJ8               | 5 de setembre, 2003  | Piszkéstető          | Piszkéstető, K. Sárneczky, B. Sipőcz |
| 115060 -            | 2003 RD12              | 13 de setembre, 2003 | Haleakala            | NEAT                                 |
| 115061 -            | 2003 RG13              | 14 de setembre, 2003 | Haleakala            | NEAT                                 |
| 115062 -            | 2003 RT14              | 13 de setembre, 2003 | Haleakala            | NEAT                                 |
| 115063 -            | 2003 RU14              | 14 de setembre, 2003 | Haleakala            | NEAT                                 |
| 115064 -            | 2003 RZ14              | 14 de setembre, 2003 | Haleakala            | NEAT                                 |
| 115065 -            | 2003 RN18              | 15 de setembre, 2003 | Anderson Mesa        | LONEOS                               |
| 115066 -            | 2003 RH19              | 15 de setembre, 2003 | Anderson Mesa        | LONEOS                               |
| 115067 -            | 2003 RQ19              | 15 de setembre, 2003 | Anderson Mesa        | LONEOS                               |
| 115068 -            | 2003 RY20              | 15 de setembre, 2003 | Anderson Mesa        | LONEOS                               |
| 115069 -            | 2003 RE21              | 15 de setembre, 2003 | Anderson Mesa        | LONEOS                               |
| 115070 -            | 2003 RT21              | 13 de setembre, 2003 | Haleakala            | NEAT                                 |
| 115071 -            | 2003 RG22              | 15 de setembre, 2003 | Haleakala            | NEAT                                 |
| 115072 -            | 2003 RO22              | 15 de setembre, 2003 | Haleakala            | NEAT                                 |
| 115073 -            | 2003 RO23              | 14 de setembre, 2003 | Palomar              | NEAT                                 |
| 115074 -            | 2003 RW23              | 14 de setembre, 2003 | Palomar              | NEAT                                 |
| 115075 -            | 2003 RA24              | 14 de setembre, 2003 | Haleakala            | NEAT                                 |
| 115076 -            | 2003 RD24              | 15 de setembre, 2003 | Anderson Mesa        | LONEOS                               |
| 115077 -            | 2003 RL25              | 15 de setembre, 2003 | Palomar              | NEAT                                 |
| 115078 -            | 2003 RJ26              | 3 de setembre, 2003  | Haleakala            | NEAT                                 |
| 115079 -            | 2003 SA3               | 16 de setembre, 2003 | Palomar              | NEAT                                 |
| 115080 -            | 2003 SH3               | 16 de setembre, 2003 | Palomar              | NEAT                                 |
| 115081 -            | 2003 SQ3               | 16 de setembre, 2003 | Kitt Peak            | Spacewatch                           |
| 115082 -            | 2003 SP6               | 17 de setembre, 2003 | Desert Eagle         | W. K. Y. Yeung                       |
| 115083 -            | 2003 SZ7               | 16 de setembre, 2003 | Palomar              | NEAT                                 |
| 115084 -            | 2003 SM9               | 17 de setembre, 2003 | Kitt Peak            | Spacewatch                           |
| 115085 -            | 2003 SK11              | 16 de setembre, 2003 | Kitt Peak            | Spacewatch                           |
| 115086 -            | 2003 SP11              | 16 de setembre, 2003 | Kitt Peak            | Spacewatch                           |
| 115087 -            | 2003 SP13              | 16 de setembre, 2003 | Kitt Peak            | Spacewatch                           |
| 115088 -            | 2003 SU13              | 16 de setembre, 2003 | Kitt Peak            | Spacewatch                           |
| 115089 -            | 2003 SF14              | 17 de setembre, 2003 | Kitt Peak            | Spacewatch                           |
| 115090 -            | 2003 SM14              | 17 de setembre, 2003 | Kitt Peak            | Spacewatch                           |
| 115091 -            | 2003 SB15              | 17 de setembre, 2003 | Kitt Peak            | Spacewatch                           |
| 115092 -            | 2003 SH15              | 16 de setembre, 2003 | Kitt Peak            | Spacewatch                           |
| 115093 -            | 2003 SQ16              | 17 de setembre, 2003 | Goodricke-Pigott     | R. A. Tucker                         |
| 115094 -            | 2003 SZ16              | 17 de setembre, 2003 | Kitt Peak            | Spacewatch                           |
| 115095 -            | 2003 SB17              | 17 de setembre, 2003 | Kitt Peak            | Spacewatch                           |
| 115096 -            | 2003 SW17              | 17 de setembre, 2003 | Kitt Peak            | Spacewatch                           |
| 115097 -            | 2003 SK18              | 16 de setembre, 2003 | Socorro              | LINEAR                               |
| 115098 -            | 2003 SN18              | 16 de setembre, 2003 | Kitt Peak            | Spacewatch                           |
| 115099 -            | 2003 SA22              | 16 de setembre, 2003 | Kitt Peak            | Spacewatch                           |
| 115100 -            | 2003 SY22              | 16 de setembre, 2003 | Palomar              | NEAT                                 |
| 115101–115200       |                        |                      |                      |                                      |
| 115101 -            | 2003 SD23              | 16 de setembre, 2003 | Palomar              | NEAT                                 |
| 115102 -            | 2003 SP24              | 17 de setembre, 2003 | Socorro              | LINEAR                               |
| 115103 -            | 2003 SK25              | 17 de setembre, 2003 | Kitt Peak            | Spacewatch                           |
| 115104 -            | 2003 SW25              | 17 de setembre, 2003 | Haleakala            | NEAT                                 |
| 115105 -            | 2003 SQ26              | 17 de setembre, 2003 | Haleakala            | NEAT                                 |
| 115106 -            | 2003 SF27              | 18 de setembre, 2003 | Socorro              | LINEAR                               |
| 115107 -            | 2003 ST30              | 18 de setembre, 2003 | Kitt Peak            | Spacewatch                           |
| 115108 -            | 2003 SA31              | 18 de setembre, 2003 | Palomar              | NEAT                                 |
| 115109 -            | 2003 SK32              | 17 de setembre, 2003 | Palomar              | NEAT                                 |
| 115110 -            | 2003 SR33              | 18 de setembre, 2003 | Socorro              | LINEAR                               |
| 115111 -            | 2003 ST35              | 16 de setembre, 2003 | Kitt Peak            | Spacewatch                           |
| 115112 -            | 2003 SQ37              | 16 de setembre, 2003 | Palomar              | NEAT                                 |
| 115113 -            | 2003 SN38              | 16 de setembre, 2003 | Palomar              | NEAT                                 |
| 115114 -            | 2003 SB39              | 16 de setembre, 2003 | Palomar              | NEAT                                 |
| 115115 -            | 2003 SX39              | 16 de setembre, 2003 | Palomar              | NEAT                                 |
| 115116 -            | 2003 SE40              | 16 de setembre, 2003 | Palomar              | NEAT                                 |
| 115117 -            | 2003 SQ41              | 18 de setembre, 2003 | Palomar              | NEAT                                 |
| 115118 -            | 2003 SB44              | 16 de setembre, 2003 | Anderson Mesa        | LONEOS                               |
| 115119 -            | 2003 SP44              | 16 de setembre, 2003 | Anderson Mesa        | LONEOS                               |
| 115120 -            | 2003 SV44              | 16 de setembre, 2003 | Anderson Mesa        | LONEOS                               |
| 115121 -            | 2003 SP46              | 16 de setembre, 2003 | Anderson Mesa        | LONEOS                               |
| 115122 -            | 2003 SQ46              | 16 de setembre, 2003 | Anderson Mesa        | LONEOS                               |
| 115123 -            | 2003 SR47              | 18 de setembre, 2003 | Palomar              | NEAT                                 |
| 115124 -            | 2003 ST47              | 18 de setembre, 2003 | Palomar              | NEAT                                 |
| 115125 -            | 2003 SA48              | 18 de setembre, 2003 | Palomar              | NEAT                                 |
| 115126 -            | 2003 SC49              | 18 de setembre, 2003 | Palomar              | NEAT                                 |
| 115127 -            | 2003 SJ49              | 18 de setembre, 2003 | Palomar              | NEAT                                 |
| 115128 -            | 2003 SC51              | 18 de setembre, 2003 | Palomar              | NEAT                                 |
| 115129 -            | 2003 SL52              | 18 de setembre, 2003 | Palomar              | NEAT                                 |
| 115130 -            | 2003 SV52              | 19 de setembre, 2003 | Palomar              | NEAT                                 |
| 115131 -            | 2003 SB53              | 19 de setembre, 2003 | Palomar              | NEAT                                 |
| 115132 -            | 2003 SM53              | 16 de setembre, 2003 | Kitt Peak            | Spacewatch                           |
| 115133 -            | 2003 SN53              | 16 de setembre, 2003 | Socorro              | LINEAR                               |
| 115134 -            | 2003 SW55              | 16 de setembre, 2003 | Anderson Mesa        | LONEOS                               |
| 115135 -            | 2003 SK57              | 16 de setembre, 2003 | Kitt Peak            | Spacewatch                           |
| 115136 -            | 2003 SN57              | 16 de setembre, 2003 | Kitt Peak            | Spacewatch                           |
| 115137 -            | 2003 SX57              | 16 de setembre, 2003 | Kitt Peak            | Spacewatch                           |
| 115138 -            | 2003 SE58              | 17 de setembre, 2003 | Anderson Mesa        | LONEOS                               |
| 115139 -            | 2003 SB59              | 17 de setembre, 2003 | Anderson Mesa        | LONEOS                               |
| 115140 -            | 2003 SE59              | 17 de setembre, 2003 | Anderson Mesa        | LONEOS                               |
| 115141 -            | 2003 SZ61              | 17 de setembre, 2003 | Socorro              | LINEAR                               |
| 115142 -            | 2003 SM64              | 18 de setembre, 2003 | Campo Imperatore     | CINEOS                               |
| 115143 -            | 2003 SO64              | 18 de setembre, 2003 | Campo Imperatore     | CINEOS                               |
| 115144 -            | 2003 SQ64              | 18 de setembre, 2003 | Campo Imperatore     | CINEOS                               |
| 115145 -            | 2003 SD65              | 18 de setembre, 2003 | Campo Imperatore     | CINEOS                               |
| 115146 -            | 2003 SK66              | 18 de setembre, 2003 | Campo Imperatore     | CINEOS                               |
| 115147 -            | 2003 SU66              | 19 de setembre, 2003 | Campo Imperatore     | CINEOS                               |
| 115148 -            | 2003 SZ66              | 19 de setembre, 2003 | Campo Imperatore     | CINEOS                               |
| 115149 -            | 2003 SA67              | 19 de setembre, 2003 | Socorro              | LINEAR                               |
| 115150 -            | 2003 SH67              | 19 de setembre, 2003 | Socorro              | LINEAR                               |
| 115151 -            | 2003 SP67              | 19 de setembre, 2003 | Socorro              | LINEAR                               |
| 115152 -            | 2003 SA68              | 17 de setembre, 2003 | Desert Eagle         | W. K. Y. Yeung                       |
| 115153 -            | 2003 SB69              | 17 de setembre, 2003 | Kitt Peak            | Spacewatch                           |
| 115154 -            | 2003 SN70              | 17 de setembre, 2003 | Kitt Peak            | Spacewatch                           |
| 115155 -            | 2003 SJ71              | 18 de setembre, 2003 | Kitt Peak            | Spacewatch                           |
| 115156 -            | 2003 SR71              | 18 de setembre, 2003 | Kitt Peak            | Spacewatch                           |
| 115157 -            | 2003 SG73              | 18 de setembre, 2003 | Kitt Peak            | Spacewatch                           |
| 115158 -            | 2003 SA74              | 18 de setembre, 2003 | Kitt Peak            | Spacewatch                           |
| 115159 -            | 2003 SP75              | 18 de setembre, 2003 | Kitt Peak            | Spacewatch                           |
| 115160 -            | 2003 SF76              | 18 de setembre, 2003 | Kitt Peak            | Spacewatch                           |
| 115161 -            | 2003 SH76              | 18 de setembre, 2003 | Kitt Peak            | Spacewatch                           |
| 115162 -            | 2003 SL76              | 18 de setembre, 2003 | Kitt Peak            | Spacewatch                           |
| 115163 -            | 2003 SN76              | 18 de setembre, 2003 | Kitt Peak            | Spacewatch                           |
| 115164 -            | 2003 SJ80              | 19 de setembre, 2003 | Kitt Peak            | Spacewatch                           |
| 115165 -            | 2003 SL80              | 19 de setembre, 2003 | Kitt Peak            | Spacewatch                           |
| 115166 -            | 2003 SM80              | 19 de setembre, 2003 | Kitt Peak            | Spacewatch                           |
| 115167 -            | 2003 SR80              | 19 de setembre, 2003 | Kitt Peak            | Spacewatch                           |
| 115168 -            | 2003 SV80              | 19 de setembre, 2003 | Haleakala            | NEAT                                 |
| 115169 -            | 2003 SW80              | 19 de setembre, 2003 | Kitt Peak            | Spacewatch                           |
| 115170 -            | 2003 SF81              | 19 de setembre, 2003 | Kitt Peak            | Spacewatch                           |
| 115171 -            | 2003 SS81              | 19 de setembre, 2003 | Haleakala            | NEAT                                 |
| 115172 -            | 2003 SN82              | 18 de setembre, 2003 | Socorro              | LINEAR                               |
| 115173 -            | 2003 SW83              | 18 de setembre, 2003 | Palomar              | NEAT                                 |
| 115174 -            | 2003 SA87              | 17 de setembre, 2003 | Socorro              | LINEAR                               |
| 115175 -            | 2003 SG87              | 17 de setembre, 2003 | Socorro              | LINEAR                               |
| 115176 -            | 2003 SN87              | 17 de setembre, 2003 | Socorro              | LINEAR                               |
| 115177 -            | 2003 ST87              | 17 de setembre, 2003 | Haleakala            | NEAT                                 |
| 115178 -            | 2003 SO88              | 18 de setembre, 2003 | Anderson Mesa        | LONEOS                               |
| 115179 -            | 2003 SX89              | 18 de setembre, 2003 | Palomar              | NEAT                                 |
| 115180 -            | 2003 SM90              | 18 de setembre, 2003 | Socorro              | LINEAR                               |
| 115181 -            | 2003 SX91              | 18 de setembre, 2003 | Palomar              | NEAT                                 |
| 115182 -            | 2003 ST92              | 18 de setembre, 2003 | Kitt Peak            | Spacewatch                           |
| 115183 -            | 2003 SO94              | 19 de setembre, 2003 | Campo Imperatore     | CINEOS                               |
| 115184 -            | 2003 SO95              | 19 de setembre, 2003 | Palomar              | NEAT                                 |
| 115185 -            | 2003 SD97              | 19 de setembre, 2003 | Socorro              | LINEAR                               |
| 115186 -            | 2003 SB98              | 19 de setembre, 2003 | Socorro              | LINEAR                               |
| 115187 -            | 2003 SD103             | 20 de setembre, 2003 | Socorro              | LINEAR                               |
| 115188 -            | 2003 SP103             | 20 de setembre, 2003 | Socorro              | LINEAR                               |
| 115189 -            | 2003 SY103             | 20 de setembre, 2003 | Socorro              | LINEAR                               |
| 115190 -            | 2003 SW105             | 20 de setembre, 2003 | Palomar              | NEAT                                 |
| 115191 -            | 2003 SZ105             | 20 de setembre, 2003 | Haleakala            | NEAT                                 |
| 115192 -            | 2003 SO106             | 20 de setembre, 2003 | Farpoint             | Farpoint                             |
| 115193 -            | 2003 SA107             | 20 de setembre, 2003 | Palomar              | NEAT                                 |
| 115194 -            | 2003 SF107             | 20 de setembre, 2003 | Palomar              | NEAT                                 |
| 115195 -            | 2003 SJ108             | 20 de setembre, 2003 | Palomar              | NEAT                                 |
| 115196 -            | 2003 SB109             | 20 de setembre, 2003 | Kitt Peak            | Spacewatch                           |
| 115197 -            | 2003 SH109             | 20 de setembre, 2003 | Kitt Peak            | Spacewatch                           |
| 115198 -            | 2003 SQ110             | 20 de setembre, 2003 | Palomar              | NEAT                                 |
| 115199 -            | 2003 SR110             | 20 de setembre, 2003 | Palomar              | NEAT                                 |
| 115200 -            | 2003 SV110             | 20 de setembre, 2003 | Palomar              | NEAT                                 |
| 115201–115300       |                        |                      |                      |                                      |
| 115201 -            | 2003 SM111             | 19 de setembre, 2003 | Palomar              | NEAT                                 |
| 115202 -            | 2003 ST111             | 18 de setembre, 2003 | Socorro              | LINEAR                               |
| 115203 -            | 2003 SJ116             | 16 de setembre, 2003 | Socorro              | LINEAR                               |
| 115204 -            | 2003 SV116             | 16 de setembre, 2003 | Palomar              | NEAT                                 |
| 115205 -            | 2003 SZ117             | 16 de setembre, 2003 | Palomar              | NEAT                                 |
| 115206 -            | 2003 SD118             | 16 de setembre, 2003 | Palomar              | NEAT                                 |
| 115207 -            | 2003 SJ119             | 17 de setembre, 2003 | Anderson Mesa        | LONEOS                               |
| 115208 -            | 2003 SM120             | 17 de setembre, 2003 | Kitt Peak            | Spacewatch                           |
| 115209 -            | 2003 SL124             | 18 de setembre, 2003 | Palomar              | NEAT                                 |
| 115210 -            | 2003 SY124             | 19 de setembre, 2003 | Mallorca             | Mallorca                             |
| 115211 -            | 2003 SS125             | 19 de setembre, 2003 | Socorro              | LINEAR                               |
| 115212 -            | 2003 SW125             | 19 de setembre, 2003 | Socorro              | LINEAR                               |
| 115213 -            | 2003 SR126             | 19 de setembre, 2003 | Haleakala            | NEAT                                 |
| 115214 -            | 2003 SH128             | 20 de setembre, 2003 | Socorro              | LINEAR                               |
| 115215 -            | 2003 SX128             | 20 de setembre, 2003 | Palomar              | NEAT                                 |
| 115216 -            | 2003 SZ129             | 20 de setembre, 2003 | Socorro              | LINEAR                               |
| 115217 -            | 2003 SP138             | 20 de setembre, 2003 | Palomar              | NEAT                                 |
| 115218 -            | 2003 SF140             | 19 de setembre, 2003 | Campo Imperatore     | CINEOS                               |
| 115219 -            | 2003 SJ140             | 19 de setembre, 2003 | Socorro              | LINEAR                               |
| 115220 -            | 2003 ST140             | 19 de setembre, 2003 | Palomar              | NEAT                                 |
| 115221 -            | 2003 SH141             | 19 de setembre, 2003 | Palomar              | NEAT                                 |
| 115222 -            | 2003 SK142             | 20 de setembre, 2003 | Palomar              | NEAT                                 |
| 115223 -            | 2003 SM142             | 20 de setembre, 2003 | Socorro              | LINEAR                               |
| 115224 -            | 2003 SR142             | 20 de setembre, 2003 | Socorro              | LINEAR                               |
| 115225 -            | 2003 SW142             | 20 de setembre, 2003 | Socorro              | LINEAR                               |
| 115226 -            | 2003 SA143             | 20 de setembre, 2003 | Socorro              | LINEAR                               |
| 115227 -            | 2003 SB143             | 20 de setembre, 2003 | Socorro              | LINEAR                               |
| 115228 -            | 2003 SL143             | 20 de setembre, 2003 | Palomar              | NEAT                                 |
| 115229 -            | 2003 SS143             | 21 de setembre, 2003 | Socorro              | LINEAR                               |
| 115230 -            | 2003 ST143             | 21 de setembre, 2003 | Socorro              | LINEAR                               |
| 115231 -            | 2003 SV143             | 21 de setembre, 2003 | Socorro              | LINEAR                               |
| 115232 -            | 2003 SE145             | 19 de setembre, 2003 | Palomar              | NEAT                                 |
| 115233 -            | 2003 SH145             | 20 de setembre, 2003 | Campo Imperatore     | CINEOS                               |
| 115234 -            | 2003 SV145             | 20 de setembre, 2003 | Palomar              | NEAT                                 |
| 115235 -            | 2003 SA146             | 20 de setembre, 2003 | Palomar              | NEAT                                 |
| 115236 -            | 2003 SS146             | 20 de setembre, 2003 | Palomar              | NEAT                                 |
| 115237 -            | 2003 SG147             | 20 de setembre, 2003 | Palomar              | NEAT                                 |
| 115238 -            | 2003 SQ147             | 21 de setembre, 2003 | Kitt Peak            | Spacewatch                           |
| 115239 -            | 2003 SS147             | 21 de setembre, 2003 | Kitt Peak            | Spacewatch                           |
| 115240 -            | 2003 SC148             | 16 de setembre, 2003 | Socorro              | LINEAR                               |
| 115241 -            | 2003 SZ149             | 17 de setembre, 2003 | Socorro              | LINEAR                               |
| 115242 -            | 2003 SX151             | 18 de setembre, 2003 | Kitt Peak            | Spacewatch                           |
| 115243 -            | 2003 SC152             | 19 de setembre, 2003 | Anderson Mesa        | LONEOS                               |
| 115244 -            | 2003 SL152             | 19 de setembre, 2003 | Anderson Mesa        | LONEOS                               |
| 115245 -            | 2003 SO152             | 19 de setembre, 2003 | Anderson Mesa        | LONEOS                               |
| 115246 -            | 2003 SF153             | 19 de setembre, 2003 | Anderson Mesa        | LONEOS                               |
| 115247 -            | 2003 SS155             | 19 de setembre, 2003 | Anderson Mesa        | LONEOS                               |
| 115248 -            | 2003 ST155             | 19 de setembre, 2003 | Anderson Mesa        | LONEOS                               |
| 115249 -            | 2003 SE156             | 19 de setembre, 2003 | Anderson Mesa        | LONEOS                               |
| 115250 -            | 2003 SF156             | 19 de setembre, 2003 | Anderson Mesa        | LONEOS                               |
| 115251 -            | 2003 SS156             | 19 de setembre, 2003 | Anderson Mesa        | LONEOS                               |
| 115252 -            | 2003 SK157             | 19 de setembre, 2003 | Anderson Mesa        | LONEOS                               |
| 115253 -            | 2003 SN157             | 19 de setembre, 2003 | Anderson Mesa        | LONEOS                               |
| 115254 Fényi        | 2003 SF158             | 22 de setembre, 2003 | Piszkéstető          | Piszkéstető, K. Sárneczky, B. Sipőcz |
| 115255 -            | 2003 SU160             | 16 de setembre, 2003 | Kitt Peak            | Spacewatch                           |
| 115256 -            | 2003 SJ162             | 19 de setembre, 2003 | Socorro              | LINEAR                               |
| 115257 -            | 2003 SO163             | 19 de setembre, 2003 | Kitt Peak            | Spacewatch                           |
| 115258 -            | 2003 SD164             | 20 de setembre, 2003 | Anderson Mesa        | LONEOS                               |
| 115259 -            | 2003 SK164             | 20 de setembre, 2003 | Anderson Mesa        | LONEOS                               |
| 115260 -            | 2003 ST167             | 22 de setembre, 2003 | Haleakala            | NEAT                                 |
| 115261 -            | 2003 SE169             | 23 de setembre, 2003 | Haleakala            | NEAT                                 |
| 115262 -            | 2003 SB172             | 18 de setembre, 2003 | Socorro              | LINEAR                               |
| 115263 -            | 2003 SN172             | 18 de setembre, 2003 | Socorro              | LINEAR                               |
| 115264 -            | 2003 SW172             | 18 de setembre, 2003 | Socorro              | LINEAR                               |
| 115265 -            | 2003 SC173             | 18 de setembre, 2003 | Socorro              | LINEAR                               |
| 115266 -            | 2003 SG173             | 18 de setembre, 2003 | Socorro              | LINEAR                               |
| 115267 -            | 2003 SE174             | 18 de setembre, 2003 | Palomar              | NEAT                                 |
| 115268 -            | 2003 SG177             | 18 de setembre, 2003 | Palomar              | NEAT                                 |
| 115269 -            | 2003 SP177             | 18 de setembre, 2003 | Palomar              | NEAT                                 |
| 115270 -            | 2003 SR179             | 19 de setembre, 2003 | Socorro              | LINEAR                               |
| 115271 -            | 2003 SL180             | 19 de setembre, 2003 | Kitt Peak            | Spacewatch                           |
| 115272 -            | 2003 SU181             | 20 de setembre, 2003 | Anderson Mesa        | LONEOS                               |
| 115273 -            | 2003 SA182             | 20 de setembre, 2003 | Socorro              | LINEAR                               |
| 115274 -            | 2003 SB182             | 20 de setembre, 2003 | Socorro              | LINEAR                               |
| 115275 -            | 2003 SY182             | 21 de setembre, 2003 | Pla D'Arguines       | Pla D'Arguines                       |
| 115276 -            | 2003 SY183             | 21 de setembre, 2003 | Kitt Peak            | Spacewatch                           |
| 115277 -            | 2003 SS185             | 22 de setembre, 2003 | Anderson Mesa        | LONEOS                               |
| 115278 -            | 2003 SN186             | 22 de setembre, 2003 | Anderson Mesa        | LONEOS                               |
| 115279 -            | 2003 SL188             | 22 de setembre, 2003 | Anderson Mesa        | LONEOS                               |
| 115280 -            | 2003 SM188             | 22 de setembre, 2003 | Anderson Mesa        | LONEOS                               |
| 115281 -            | 2003 SK189             | 22 de setembre, 2003 | Palomar              | NEAT                                 |
| 115282 -            | 2003 SD190             | 24 de setembre, 2003 | Palomar              | NEAT                                 |
| 115283 -            | 2003 SV190             | 17 de setembre, 2003 | Kitt Peak            | Spacewatch                           |
| 115284 -            | 2003 SO192             | 20 de setembre, 2003 | Socorro              | LINEAR                               |
| 115285 -            | 2003 SB194             | 20 de setembre, 2003 | Haleakala            | NEAT                                 |
| 115286 -            | 2003 ST194             | 20 de setembre, 2003 | Haleakala            | NEAT                                 |
| 115287 -            | 2003 SU194             | 20 de setembre, 2003 | Palomar              | NEAT                                 |
| 115288 -            | 2003 SS195             | 20 de setembre, 2003 | Kitt Peak            | Spacewatch                           |
| 115289 -            | 2003 ST195             | 20 de setembre, 2003 | Kitt Peak            | Spacewatch                           |
| 115290 -            | 2003 SJ197             | 21 de setembre, 2003 | Anderson Mesa        | LONEOS                               |
| 115291 -            | 2003 SA198             | 21 de setembre, 2003 | Anderson Mesa        | LONEOS                               |
| 115292 -            | 2003 SM198             | 21 de setembre, 2003 | Anderson Mesa        | LONEOS                               |
| 115293 -            | 2003 SV198             | 21 de setembre, 2003 | Anderson Mesa        | LONEOS                               |
| 115294 -            | 2003 SB199             | 21 de setembre, 2003 | Anderson Mesa        | LONEOS                               |
| 115295 -            | 2003 SB200             | 21 de setembre, 2003 | Anderson Mesa        | LONEOS                               |
| 115296 -            | 2003 SK200             | 25 de setembre, 2003 | Palomar              | NEAT                                 |
| 115297 -            | 2003 SQ200             | 24 de setembre, 2003 | Socorro              | LINEAR                               |
| 115298 -            | 2003 SS203             | 22 de setembre, 2003 | Palomar              | NEAT                                 |
| 115299 -            | 2003 SM204             | 22 de setembre, 2003 | Socorro              | LINEAR                               |
| 115300 -            | 2003 SW204             | 22 de setembre, 2003 | Socorro              | LINEAR                               |
| 115301–115400       |                        |                      |                      |                                      |
| 115301 -            | 2003 SQ205             | 25 de setembre, 2003 | Haleakala            | NEAT                                 |
| 115302 -            | 2003 SU206             | 26 de setembre, 2003 | Socorro              | LINEAR                               |
| 115303 -            | 2003 SM207             | 26 de setembre, 2003 | Socorro              | LINEAR                               |
| 115304 -            | 2003 SW207             | 26 de setembre, 2003 | Socorro              | LINEAR                               |
| 115305 -            | 2003 SR209             | 24 de setembre, 2003 | Kvistaberg           | Uppsala-DLR Asteroid Survey          |
| 115306 -            | 2003 SN210             | 26 de setembre, 2003 | Socorro              | LINEAR                               |
| 115307 -            | 2003 SO210             | 26 de setembre, 2003 | Socorro              | LINEAR                               |
| 115308 -            | 2003 SC211             | 24 de setembre, 2003 | Palomar              | NEAT                                 |
| 115309 -            | 2003 SN211             | 25 de setembre, 2003 | Palomar              | NEAT                                 |
| 115310 -            | 2003 SR213             | 26 de setembre, 2003 | Socorro              | LINEAR                               |
| 115311 -            | 2003 SH214             | 26 de setembre, 2003 | Desert Eagle         | W. K. Y. Yeung                       |
| 115312 Whither      | 2003 SP215             | 19 de setembre, 2003 | Wrightwood           | J. W. Young                          |
| 115313 -            | 2003 SX215             | 25 de setembre, 2003 | Haleakala            | NEAT                                 |
| 115314 -            | 2003 SY215             | 25 de setembre, 2003 | Haleakala            | NEAT                                 |
| 115315 -            | 2003 SZ215             | 25 de setembre, 2003 | Haleakala            | NEAT                                 |
| 115316 -            | 2003 SK216             | 26 de setembre, 2003 | Socorro              | LINEAR                               |
| 115317 -            | 2003 SZ216             | 27 de setembre, 2003 | Desert Eagle         | W. K. Y. Yeung                       |
| 115318 -            | 2003 SJ217             | 27 de setembre, 2003 | Desert Eagle         | W. K. Y. Yeung                       |
| 115319 -            | 2003 SR218             | 28 de setembre, 2003 | Desert Eagle         | W. K. Y. Yeung                       |
| 115320 -            | 2003 SB219             | 19 de setembre, 2003 | Palomar              | NEAT                                 |
| 115321 -            | 2003 SK219             | 28 de setembre, 2003 | Socorro              | LINEAR                               |
| 115322 -            | 2003 SM219             | 26 de setembre, 2003 | Socorro              | LINEAR                               |
| 115323 -            | 2003 SO219             | 27 de setembre, 2003 | Desert Eagle         | W. K. Y. Yeung                       |
| 115324 -            | 2003 SP220             | 29 de setembre, 2003 | Desert Eagle         | W. K. Y. Yeung                       |
| 115325 -            | 2003 SQ220             | 29 de setembre, 2003 | Desert Eagle         | W. K. Y. Yeung                       |
| 115326 Wehinger     | 2003 SC221             | 29 de setembre, 2003 | Junk Bond            | D. Healy                             |
| 115327 -            | 2003 SH222             | 27 de setembre, 2003 | Desert Eagle         | W. K. Y. Yeung                       |
| 115328 -            | 2003 SR222             | 28 de setembre, 2003 | Fountain Hills       | C. W. Juels, P. R. Holvorcem         |
| 115329 -            | 2003 SY222             | 27 de setembre, 2003 | Desert Eagle         | W. K. Y. Yeung                       |
| 115330 -            | 2003 SB224             | 22 de setembre, 2003 | Socorro              | LINEAR                               |
| 115331 Shrylmiles   | 2003 SL224             | 29 de setembre, 2003 | Junk Bond            | D. Healy                             |
| 115332 -            | 2003 SR224             | 28 de setembre, 2003 | Anderson Mesa        | LONEOS                               |
| 115333 -            | 2003 SV225             | 26 de setembre, 2003 | Socorro              | LINEAR                               |
| 115334 -            | 2003 SX225             | 26 de setembre, 2003 | Socorro              | LINEAR                               |
| 115335 -            | 2003 SZ225             | 26 de setembre, 2003 | Socorro              | LINEAR                               |
| 115336 -            | 2003 SF226             | 26 de setembre, 2003 | Socorro              | LINEAR                               |
| 115337 -            | 2003 SG226             | 26 de setembre, 2003 | Socorro              | LINEAR                               |
| 115338 -            | 2003 SH226             | 26 de setembre, 2003 | Socorro              | LINEAR                               |
| 115339 -            | 2003 SK226             | 26 de setembre, 2003 | Socorro              | LINEAR                               |
| 115340 -            | 2003 SL226             | 26 de setembre, 2003 | Socorro              | LINEAR                               |
| 115341 -            | 2003 SS226             | 26 de setembre, 2003 | Socorro              | LINEAR                               |
| 115342 -            | 2003 SO227             | 27 de setembre, 2003 | Socorro              | LINEAR                               |
| 115343 -            | 2003 SS228             | 26 de setembre, 2003 | Socorro              | LINEAR                               |
| 115344 -            | 2003 SV228             | 26 de setembre, 2003 | Socorro              | LINEAR                               |
| 115345 -            | 2003 SB229             | 27 de setembre, 2003 | Kitt Peak            | Spacewatch                           |
| 115346 -            | 2003 SY230             | 24 de setembre, 2003 | Palomar              | NEAT                                 |
| 115347 -            | 2003 SS232             | 24 de setembre, 2003 | Haleakala            | NEAT                                 |
| 115348 -            | 2003 SW233             | 25 de setembre, 2003 | Haleakala            | NEAT                                 |
| 115349 -            | 2003 SR234             | 25 de setembre, 2003 | Haleakala            | NEAT                                 |
| 115350 -            | 2003 SW234             | 25 de setembre, 2003 | Črni Vrh             | Črni Vrh                             |
| 115351 -            | 2003 SA235             | 26 de setembre, 2003 | Socorro              | LINEAR                               |
| 115352 -            | 2003 SX240             | 27 de setembre, 2003 | Socorro              | LINEAR                               |
| 115353 -            | 2003 SJ244             | 25 de setembre, 2003 | Haleakala            | NEAT                                 |
| 115354 -            | 2003 SW244             | 26 de setembre, 2003 | Socorro              | LINEAR                               |
| 115355 -            | 2003 SQ246             | 26 de setembre, 2003 | Socorro              | LINEAR                               |
| 115356 -            | 2003 SD247             | 26 de setembre, 2003 | Socorro              | LINEAR                               |
| 115357 -            | 2003 SS249             | 26 de setembre, 2003 | Socorro              | LINEAR                               |
| 115358 -            | 2003 SY249             | 26 de setembre, 2003 | Socorro              | LINEAR                               |
| 115359 -            | 2003 SA250             | 26 de setembre, 2003 | Socorro              | LINEAR                               |
| 115360 -            | 2003 SJ250             | 26 de setembre, 2003 | Socorro              | LINEAR                               |
| 115361 -            | 2003 SL250             | 26 de setembre, 2003 | Socorro              | LINEAR                               |
| 115362 -            | 2003 SN250             | 26 de setembre, 2003 | Socorro              | LINEAR                               |
| 115363 -            | 2003 SZ250             | 26 de setembre, 2003 | Socorro              | LINEAR                               |
| 115364 -            | 2003 SC251             | 26 de setembre, 2003 | Socorro              | LINEAR                               |
| 115365 -            | 2003 SE251             | 26 de setembre, 2003 | Socorro              | LINEAR                               |
| 115366 -            | 2003 SL251             | 26 de setembre, 2003 | Socorro              | LINEAR                               |
| 115367 -            | 2003 SP251             | 26 de setembre, 2003 | Socorro              | LINEAR                               |
| 115368 -            | 2003 SZ251             | 26 de setembre, 2003 | Socorro              | LINEAR                               |
| 115369 -            | 2003 SS252             | 26 de setembre, 2003 | Socorro              | LINEAR                               |
| 115370 -            | 2003 SX254             | 27 de setembre, 2003 | Kitt Peak            | Spacewatch                           |
| 115371 -            | 2003 SU255             | 27 de setembre, 2003 | Kitt Peak            | Spacewatch                           |
| 115372 -            | 2003 SA256             | 27 de setembre, 2003 | Kitt Peak            | Spacewatch                           |
| 115373 -            | 2003 SA259             | 28 de setembre, 2003 | Kitt Peak            | Spacewatch                           |
| 115374 -            | 2003 SC259             | 28 de setembre, 2003 | Kitt Peak            | Spacewatch                           |
| 115375 -            | 2003 SG259             | 28 de setembre, 2003 | Kitt Peak            | Spacewatch                           |
| 115376 -            | 2003 SH262             | 27 de setembre, 2003 | Kitt Peak            | Spacewatch                           |
| 115377 -            | 2003 SA270             | 24 de setembre, 2003 | Haleakala            | NEAT                                 |
| 115378 -            | 2003 SO270             | 25 de setembre, 2003 | Palomar              | NEAT                                 |
| 115379 -            | 2003 SE271             | 25 de setembre, 2003 | Haleakala            | NEAT                                 |
| 115380 -            | 2003 SJ271             | 25 de setembre, 2003 | Haleakala            | NEAT                                 |
| 115381 -            | 2003 SV272             | 27 de setembre, 2003 | Socorro              | LINEAR                               |
| 115382 -            | 2003 SD273             | 27 de setembre, 2003 | Socorro              | LINEAR                               |
| 115383 -            | 2003 SF274             | 28 de setembre, 2003 | Anderson Mesa        | LONEOS                               |
| 115384 -            | 2003 SG275             | 29 de setembre, 2003 | Socorro              | LINEAR                               |
| 115385 -            | 2003 SH275             | 29 de setembre, 2003 | Socorro              | LINEAR                               |
| 115386 -            | 2003 SP275             | 29 de setembre, 2003 | Socorro              | LINEAR                               |
| 115387 -            | 2003 SY275             | 29 de setembre, 2003 | Socorro              | LINEAR                               |
| 115388 -            | 2003 SN278             | 30 de setembre, 2003 | Socorro              | LINEAR                               |
| 115389 -            | 2003 SU278             | 30 de setembre, 2003 | Socorro              | LINEAR                               |
| 115390 -            | 2003 SR279             | 17 de setembre, 2003 | Socorro              | LINEAR                               |
| 115391 -            | 2003 SG280             | 18 de setembre, 2003 | Socorro              | LINEAR                               |
| 115392 -            | 2003 SM283             | 20 de setembre, 2003 | Socorro              | LINEAR                               |
| 115393 -            | 2003 SW284             | 20 de setembre, 2003 | Socorro              | LINEAR                               |
| 115394 -            | 2003 SA286             | 20 de setembre, 2003 | Palomar              | NEAT                                 |
| 115395 -            | 2003 SR286             | 21 de setembre, 2003 | Palomar              | NEAT                                 |
| 115396 -            | 2003 SA287             | 29 de setembre, 2003 | Kitt Peak            | Spacewatch                           |
| 115397 -            | 2003 SN288             | 28 de setembre, 2003 | Socorro              | LINEAR                               |
| 115398 -            | 2003 SF290             | 28 de setembre, 2003 | Anderson Mesa        | LONEOS                               |
| 115399 -            | 2003 SD291             | 29 de setembre, 2003 | Socorro              | LINEAR                               |
| 115400 -            | 2003 SJ291             | 29 de setembre, 2003 | Socorro              | LINEAR                               |
| 115401–115500       |                        |                      |                      |                                      |
| 115401 -            | 2003 SK291             | 29 de setembre, 2003 | Socorro              | LINEAR                               |
| 115402 -            | 2003 SR291             | 30 de setembre, 2003 | Socorro              | LINEAR                               |
| 115403 -            | 2003 SA292             | 30 de setembre, 2003 | Socorro              | LINEAR                               |
| 115404 -            | 2003 SA293             | 27 de setembre, 2003 | Socorro              | LINEAR                               |
| 115405 -            | 2003 SX293             | 28 de setembre, 2003 | Socorro              | LINEAR                               |
| 115406 -            | 2003 SK294             | 28 de setembre, 2003 | Socorro              | LINEAR                               |
| 115407 -            | 2003 ST294             | 28 de setembre, 2003 | Socorro              | LINEAR                               |
| 115408 -            | 2003 SU294             | 28 de setembre, 2003 | Socorro              | LINEAR                               |
| 115409 -            | 2003 SW294             | 28 de setembre, 2003 | Socorro              | LINEAR                               |
| 115410 -            | 2003 SN296             | 29 de setembre, 2003 | Anderson Mesa        | LONEOS                               |
| 115411 -            | 2003 SB297             | 16 de setembre, 2003 | Palomar              | NEAT                                 |
| 115412 -            | 2003 SN297             | 18 de setembre, 2003 | Haleakala            | NEAT                                 |
| 115413 -            | 2003 SA299             | 29 de setembre, 2003 | Anderson Mesa        | LONEOS                               |
| 115414 -            | 2003 SG299             | 29 de setembre, 2003 | Anderson Mesa        | LONEOS                               |
| 115415 -            | 2003 SJ299             | 29 de setembre, 2003 | Anderson Mesa        | LONEOS                               |
| 115416 -            | 2003 SP299             | 29 de setembre, 2003 | Socorro              | LINEAR                               |
| 115417 -            | 2003 SR299             | 30 de setembre, 2003 | Socorro              | LINEAR                               |
| 115418 -            | 2003 SY301             | 17 de setembre, 2003 | Palomar              | NEAT                                 |
| 115419 -            | 2003 SG305             | 17 de setembre, 2003 | Palomar              | NEAT                                 |
| 115420 -            | 2003 SJ306             | 30 de setembre, 2003 | Socorro              | LINEAR                               |
| 115421 -            | 2003 SN306             | 30 de setembre, 2003 | Socorro              | LINEAR                               |
| 115422 -            | 2003 SM307             | 26 de setembre, 2003 | Socorro              | LINEAR                               |
| 115423 -            | 2003 SG308             | 28 de setembre, 2003 | Socorro              | LINEAR                               |
| 115424 -            | 2003 SE310             | 28 de setembre, 2003 | Socorro              | LINEAR                               |
| 115425 -            | 2003 SH310             | 28 de setembre, 2003 | Socorro              | LINEAR                               |
| 115426 -            | 2003 SP311             | 29 de setembre, 2003 | Socorro              | LINEAR                               |
| 115427 -            | 2003 SG312             | 30 de setembre, 2003 | Kitt Peak            | Spacewatch                           |
| 115428 -            | 2003 SH313             | 18 de setembre, 2003 | Goodricke-Pigott     | R. A. Tucker                         |
| 115429 -            | 2003 SB315             | 17 de setembre, 2003 | Socorro              | LINEAR                               |
| 115430 -            | 2003 SF315             | 26 de setembre, 2003 | Palomar              | NEAT                                 |
| 115431 -            | 2003 TJ1               | 4 d'octubre, 2003    | Kingsnake            | J. V. McClusky                       |
| 115432 -            | 2003 TQ2               | 1 d'octubre, 2003    | Goodricke-Pigott     | J. W. Kessel                         |
| 115433 -            | 2003 TS2               | 2 d'octubre, 2003    | Goodricke-Pigott     | J. W. Kessel                         |
| 115434 Kellyfast    | 2003 TU2               | 5 d'octubre, 2003    | Goodricke-Pigott     | V. Reddy                             |
| 115435 -            | 2003 TM4               | 6 d'octubre, 2003    | Anderson Mesa        | LONEOS                               |
| 115436 -            | 2003 TU4               | 1 d'octubre, 2003    | Kitt Peak            | Spacewatch                           |
| 115437 -            | 2003 TG5               | 2 d'octubre, 2003    | Kitt Peak            | Spacewatch                           |
| 115438 -            | 2003 TE6               | 1 d'octubre, 2003    | Anderson Mesa        | LONEOS                               |
| 115439 -            | 2003 TN6               | 1 d'octubre, 2003    | Anderson Mesa        | LONEOS                               |
| 115440 -            | 2003 TV6               | 1 d'octubre, 2003    | Anderson Mesa        | LONEOS                               |
| 115441 -            | 2003 TO7               | 1 d'octubre, 2003    | Anderson Mesa        | LONEOS                               |
| 115442 -            | 2003 TS7               | 1 d'octubre, 2003    | Anderson Mesa        | LONEOS                               |
| 115443 -            | 2003 TK8               | 2 d'octubre, 2003    | Socorro              | LINEAR                               |
| 115444 -            | 2003 TU8               | 3 d'octubre, 2003    | Kitt Peak            | Spacewatch                           |
| 115445 -            | 2003 TF9               | 4 d'octubre, 2003    | Kitt Peak            | Spacewatch                           |
| 115446 -            | 2003 TK9               | 5 d'octubre, 2003    | Haleakala            | NEAT                                 |
| 115447 -            | 2003 TM9               | 5 d'octubre, 2003    | Haleakala            | NEAT                                 |
| 115448 -            | 2003 TU9               | 14 d'octubre, 2003   | Palomar              | NEAT                                 |
| 115449 Robson       | 2003 TG10              | 14 d'octubre, 2003   | New Milford          | John J. McCarthy Observatory         |
| 115450 -            | 2003 TK10              | 15 d'octubre, 2003   | Črni Vrh             | Črni Vrh                             |
| 115451 -            | 2003 TZ10              | 15 d'octubre, 2003   | Palomar              | NEAT                                 |
| 115452 -            | 2003 TB11              | 14 d'octubre, 2003   | Anderson Mesa        | LONEOS                               |
| 115453 -            | 2003 TL11              | 14 d'octubre, 2003   | Anderson Mesa        | LONEOS                               |
| 115454 -            | 2003 TF12              | 14 d'octubre, 2003   | Anderson Mesa        | LONEOS                               |
| 115455 -            | 2003 TL12              | 14 d'octubre, 2003   | Socorro              | LINEAR                               |
| 115456 -            | 2003 TD13              | 9 d'octubre, 2003    | Anderson Mesa        | LONEOS                               |
| 115457 -            | 2003 TU13              | 5 d'octubre, 2003    | Socorro              | LINEAR                               |
| 115458 -            | 2003 TN14              | 14 d'octubre, 2003   | Anderson Mesa        | LONEOS                               |
| 115459 -            | 2003 TG15              | 15 d'octubre, 2003   | Anderson Mesa        | LONEOS                               |
| 115460 -            | 2003 TL15              | 15 d'octubre, 2003   | Anderson Mesa        | LONEOS                               |
| 115461 -            | 2003 TO15              | 15 d'octubre, 2003   | Anderson Mesa        | LONEOS                               |
| 115462 -            | 2003 TZ15              | 15 d'octubre, 2003   | Anderson Mesa        | LONEOS                               |
| 115463 -            | 2003 TF16              | 15 d'octubre, 2003   | Anderson Mesa        | LONEOS                               |
| 115464 -            | 2003 TO16              | 15 d'octubre, 2003   | Anderson Mesa        | LONEOS                               |
| 115465 -            | 2003 TM17              | 15 d'octubre, 2003   | Palomar              | NEAT                                 |
| 115466 -            | 2003 TM19              | 15 d'octubre, 2003   | Palomar              | NEAT                                 |
| 115467 -            | 2003 TW19              | 15 d'octubre, 2003   | Anderson Mesa        | LONEOS                               |
| 115468 -            | 2003 TX20              | 15 d'octubre, 2003   | Anderson Mesa        | LONEOS                               |
| 115469 -            | 2003 TZ31              | 1 d'octubre, 2003    | Kitt Peak            | Spacewatch                           |
| 115470 -            | 2003 TE57              | 5 d'octubre, 2003    | Socorro              | LINEAR                               |
| 115471 -            | 2003 UA1               | 16 d'octubre, 2003   | Palomar              | NEAT                                 |
| 115472 -            | 2003 UD3               | 16 d'octubre, 2003   | Kitt Peak            | Spacewatch                           |
| 115473 -            | 2003 UP3               | 17 d'octubre, 2003   | Socorro              | LINEAR                               |
| 115474 -            | 2003 UE4               | 16 d'octubre, 2003   | Palomar              | NEAT                                 |
| 115475 -            | 2003 UV4               | 17 d'octubre, 2003   | Socorro              | LINEAR                               |
| 115476 -            | 2003 UF7               | 18 d'octubre, 2003   | Socorro              | LINEAR                               |
| 115477 Brantanica   | 2003 UK8               | 19 d'octubre, 2003   | Wrightwood           | J. W. Young                          |
| 115478 -            | 2003 UT8               | 16 d'octubre, 2003   | Socorro              | LINEAR                               |
| 115479 -            | 2003 UP10              | 19 d'octubre, 2003   | Anderson Mesa        | LONEOS                               |
| 115480 -            | 2003 UC11              | 19 d'octubre, 2003   | Kvistaberg           | Uppsala-DLR Asteroid Survey          |
| 115481 -            | 2003 UG12              | 20 d'octubre, 2003   | Palomar              | NEAT                                 |
| 115482 -            | 2003 UV14              | 16 d'octubre, 2003   | Kitt Peak            | Spacewatch                           |
| 115483 -            | 2003 UJ16              | 16 d'octubre, 2003   | Anderson Mesa        | LONEOS                               |
| 115484 -            | 2003 UL19              | 20 d'octubre, 2003   | Palomar              | NEAT                                 |
| 115485 -            | 2003 UR19              | 22 d'octubre, 2003   | Wrightwood           | J. W. Young                          |
| 115486 -            | 2003 UN20              | 21 d'octubre, 2003   | Socorro              | LINEAR                               |
| 115487 -            | 2003 UK21              | 18 d'octubre, 2003   | Anderson Mesa        | LONEOS                               |
| 115488 -            | 2003 UL21              | 18 d'octubre, 2003   | Palomar              | NEAT                                 |
| 115489 -            | 2003 UO21              | 18 d'octubre, 2003   | Kitt Peak            | Spacewatch                           |
| 115490 -            | 2003 UQ21              | 20 d'octubre, 2003   | Kingsnake            | J. V. McClusky                       |
| 115491 -            | 2003 UT21              | 21 d'octubre, 2003   | Kingsnake            | J. V. McClusky                       |
| 115492 Watonga      | 2003 UR22              | 23 d'octubre, 2003   | Emerald Lane         | L. Ball                              |
| 115493 -            | 2003 UP23              | 22 d'octubre, 2003   | Kitt Peak            | Spacewatch                           |
| 115494 -            | 2003 UW24              | 17 d'octubre, 2003   | Anderson Mesa        | LONEOS                               |
| 115495 -            | 2003 UD25              | 21 d'octubre, 2003   | Socorro              | LINEAR                               |
| 115496 -            | 2003 UF26              | 24 d'octubre, 2003   | Socorro              | LINEAR                               |
| 115497 -            | 2003 UG26              | 24 d'octubre, 2003   | Socorro              | LINEAR                               |
| 115498 -            | 2003 UN26              | 25 d'octubre, 2003   | Goodricke-Pigott     | R. A. Tucker                         |
| 115499 -            | 2003 UO26              | 25 d'octubre, 2003   | Goodricke-Pigott     | R. A. Tucker                         |
| 115500 -            | 2003 UC27              | 23 d'octubre, 2003   | Goodricke-Pigott     | R. A. Tucker                         |
| 115501–115600       |                        |                      |                      |                                      |
| 115501 -            | 2003 UV27              | 22 d'octubre, 2003   | Goodricke-Pigott     | R. A. Tucker                         |
| 115502 -            | 2003 UX27              | 22 d'octubre, 2003   | Goodricke-Pigott     | R. A. Tucker                         |
| 115503 -            | 2003 UP28              | 19 d'octubre, 2003   | Kitt Peak            | Spacewatch                           |
| 115504 -            | 2003 UH29              | 23 d'octubre, 2003   | Kvistaberg           | Uppsala-DLR Asteroid Survey          |
| 115505 -            | 2003 UD32              | 16 d'octubre, 2003   | Kitt Peak            | Spacewatch                           |
| 115506 -            | 2003 UC35              | 16 d'octubre, 2003   | Anderson Mesa        | LONEOS                               |
| 115507 -            | 2003 UK35              | 16 d'octubre, 2003   | Palomar              | NEAT                                 |
| 115508 -            | 2003 UU35              | 16 d'octubre, 2003   | Palomar              | NEAT                                 |
| 115509 -            | 2003 UV35              | 16 d'octubre, 2003   | Palomar              | NEAT                                 |
| 115510 -            | 2003 UX35              | 16 d'octubre, 2003   | Palomar              | NEAT                                 |
| 115511 -            | 2003 UZ35              | 16 d'octubre, 2003   | Anderson Mesa        | LONEOS                               |
| 115512 -            | 2003 UB36              | 16 d'octubre, 2003   | Palomar              | NEAT                                 |
| 115513 -            | 2003 UE36              | 16 d'octubre, 2003   | Palomar              | NEAT                                 |
| 115514 -            | 2003 UL36              | 16 d'octubre, 2003   | Palomar              | NEAT                                 |
| 115515 -            | 2003 UU36              | 16 d'octubre, 2003   | Palomar              | NEAT                                 |
| 115516 -            | 2003 UF37              | 16 d'octubre, 2003   | Palomar              | NEAT                                 |
| 115517 -            | 2003 UL37              | 16 d'octubre, 2003   | Črni Vrh             | Črni Vrh                             |
| 115518 -            | 2003 UM37              | 16 d'octubre, 2003   | Črni Vrh             | Črni Vrh                             |
| 115519 -            | 2003 UN37              | 16 d'octubre, 2003   | Črni Vrh             | Črni Vrh                             |
| 115520 -            | 2003 UO37              | 17 d'octubre, 2003   | Črni Vrh             | Črni Vrh                             |
| 115521 -            | 2003 UL38              | 17 d'octubre, 2003   | Kitt Peak            | Spacewatch                           |
| 115522 -            | 2003 UW39              | 16 d'octubre, 2003   | Kitt Peak            | Spacewatch                           |
| 115523 -            | 2003 UC41              | 16 d'octubre, 2003   | Anderson Mesa        | LONEOS                               |
| 115524 -            | 2003 UD47              | 21 d'octubre, 2003   | Goodricke-Pigott     | R. A. Tucker                         |
| 115525 -            | 2003 UF47              | 16 d'octubre, 2003   | Goodricke-Pigott     | R. A. Tucker                         |
| 115526 -            | 2003 UL47              | 20 d'octubre, 2003   | Goodricke-Pigott     | R. A. Tucker                         |
| 115527 -            | 2003 UF48              | 16 d'octubre, 2003   | Anderson Mesa        | LONEOS                               |
| 115528 -            | 2003 UZ48              | 16 d'octubre, 2003   | Anderson Mesa        | LONEOS                               |
| 115529 -            | 2003 UG49              | 16 d'octubre, 2003   | Anderson Mesa        | LONEOS                               |
| 115530 -            | 2003 UH49              | 16 d'octubre, 2003   | Anderson Mesa        | LONEOS                               |
| 115531 -            | 2003 UE52              | 18 d'octubre, 2003   | Palomar              | NEAT                                 |
| 115532 -            | 2003 UP52              | 18 d'octubre, 2003   | Palomar              | NEAT                                 |
| 115533 -            | 2003 UG53              | 18 d'octubre, 2003   | Palomar              | NEAT                                 |
| 115534 -            | 2003 UZ53              | 18 d'octubre, 2003   | Palomar              | NEAT                                 |
| 115535 -            | 2003 UW54              | 18 d'octubre, 2003   | Palomar              | NEAT                                 |
| 115536 -            | 2003 UZ54              | 18 d'octubre, 2003   | Palomar              | NEAT                                 |
| 115537 -            | 2003 UX56              | 23 d'octubre, 2003   | Kitt Peak            | Spacewatch                           |
| 115538 -            | 2003 UO58              | 16 d'octubre, 2003   | Kitt Peak            | Spacewatch                           |
| 115539 -            | 2003 UZ60              | 16 d'octubre, 2003   | Palomar              | NEAT                                 |
| 115540 -            | 2003 UP61              | 16 d'octubre, 2003   | Anderson Mesa        | LONEOS                               |
| 115541 -            | 2003 UY62              | 16 d'octubre, 2003   | Palomar              | NEAT                                 |
| 115542 -            | 2003 UZ63              | 16 d'octubre, 2003   | Anderson Mesa        | LONEOS                               |
| 115543 -            | 2003 UG64              | 16 d'octubre, 2003   | Anderson Mesa        | LONEOS                               |
| 115544 -            | 2003 UP64              | 16 d'octubre, 2003   | Anderson Mesa        | LONEOS                               |
| 115545 -            | 2003 UW64              | 16 d'octubre, 2003   | Anderson Mesa        | LONEOS                               |
| 115546 -            | 2003 UH65              | 16 d'octubre, 2003   | Palomar              | NEAT                                 |
| 115547 -            | 2003 UV65              | 16 d'octubre, 2003   | Palomar              | NEAT                                 |
| 115548 -            | 2003 UB66              | 16 d'octubre, 2003   | Palomar              | NEAT                                 |
| 115549 -            | 2003 UE66              | 16 d'octubre, 2003   | Palomar              | NEAT                                 |
| 115550 -            | 2003 UG66              | 16 d'octubre, 2003   | Palomar              | NEAT                                 |
| 115551 -            | 2003 UB71              | 18 d'octubre, 2003   | Kitt Peak            | Spacewatch                           |
| 115552 -            | 2003 UE71              | 18 d'octubre, 2003   | Kitt Peak            | Spacewatch                           |
| 115553 -            | 2003 UB73              | 19 d'octubre, 2003   | Kitt Peak            | Spacewatch                           |
| 115554 -            | 2003 UL74              | 16 d'octubre, 2003   | Črni Vrh             | Črni Vrh                             |
| 115555 -            | 2003 UQ75              | 17 d'octubre, 2003   | Kitt Peak            | Spacewatch                           |
| 115556 -            | 2003 UN77              | 17 d'octubre, 2003   | Anderson Mesa        | LONEOS                               |
| 115557 -            | 2003 UT77              | 17 d'octubre, 2003   | Kitt Peak            | Spacewatch                           |
| 115558 -            | 2003 UD78              | 17 d'octubre, 2003   | Anderson Mesa        | LONEOS                               |
| 115559 -            | 2003 UK78              | 17 d'octubre, 2003   | Anderson Mesa        | LONEOS                               |
| 115560 -            | 2003 UB79              | 18 d'octubre, 2003   | Haleakala            | NEAT                                 |
| 115561 Frankherbert | 2003 UF80              | 20 d'octubre, 2003   | Needville            | W. G. Dillon, D. Wells               |
| 115562 -            | 2003 UR80              | 16 d'octubre, 2003   | Kitt Peak            | Spacewatch                           |
| 115563 -            | 2003 UU80              | 16 d'octubre, 2003   | Anderson Mesa        | LONEOS                               |
| 115564 -            | 2003 UC81              | 16 d'octubre, 2003   | Anderson Mesa        | LONEOS                               |
| 115565 -            | 2003 UL81              | 16 d'octubre, 2003   | Haleakala            | NEAT                                 |
| 115566 -            | 2003 UB82              | 18 d'octubre, 2003   | Haleakala            | NEAT                                 |
| 115567 -            | 2003 UY82              | 19 d'octubre, 2003   | Palomar              | NEAT                                 |
| 115568 -            | 2003 UZ82              | 19 d'octubre, 2003   | Haleakala            | NEAT                                 |
| 115569 -            | 2003 UR84              | 18 d'octubre, 2003   | Kitt Peak            | Spacewatch                           |
| 115570 -            | 2003 UT84              | 18 d'octubre, 2003   | Kitt Peak            | Spacewatch                           |
| 115571 -            | 2003 UU85              | 18 d'octubre, 2003   | Haleakala            | NEAT                                 |
| 115572 -            | 2003 UY85              | 18 d'octubre, 2003   | Palomar              | NEAT                                 |
| 115573 -            | 2003 UE86              | 18 d'octubre, 2003   | Palomar              | NEAT                                 |
| 115574 -            | 2003 UF86              | 18 d'octubre, 2003   | Palomar              | NEAT                                 |
| 115575 -            | 2003 UK86              | 18 d'octubre, 2003   | Palomar              | NEAT                                 |
| 115576 -            | 2003 UM88              | 19 d'octubre, 2003   | Anderson Mesa        | LONEOS                               |
| 115577 -            | 2003 UO88              | 19 d'octubre, 2003   | Anderson Mesa        | LONEOS                               |
| 115578 -            | 2003 UB89              | 19 d'octubre, 2003   | Anderson Mesa        | LONEOS                               |
| 115579 -            | 2003 UN90              | 20 d'octubre, 2003   | Socorro              | LINEAR                               |
| 115580 -            | 2003 UX90              | 20 d'octubre, 2003   | Socorro              | LINEAR                               |
| 115581 -            | 2003 UD91              | 20 d'octubre, 2003   | Socorro              | LINEAR                               |
| 115582 -            | 2003 UT92              | 20 d'octubre, 2003   | Palomar              | NEAT                                 |
| 115583 -            | 2003 UM93              | 17 d'octubre, 2003   | Kitt Peak            | Spacewatch                           |
| 115584 -            | 2003 UE95              | 18 d'octubre, 2003   | Haleakala            | NEAT                                 |
| 115585 -            | 2003 UT95              | 18 d'octubre, 2003   | Haleakala            | NEAT                                 |
| 115586 -            | 2003 UF96              | 18 d'octubre, 2003   | Kitt Peak            | Spacewatch                           |
| 115587 -            | 2003 UY96              | 19 d'octubre, 2003   | Kitt Peak            | Spacewatch                           |
| 115588 -            | 2003 UZ96              | 19 d'octubre, 2003   | Kitt Peak            | Spacewatch                           |
| 115589 -            | 2003 UG97              | 19 d'octubre, 2003   | Kitt Peak            | Spacewatch                           |
| 115590 -            | 2003 UL97              | 19 d'octubre, 2003   | Kitt Peak            | Spacewatch                           |
| 115591 -            | 2003 UG98              | 19 d'octubre, 2003   | Anderson Mesa        | LONEOS                               |
| 115592 -            | 2003 UL98              | 19 d'octubre, 2003   | Anderson Mesa        | LONEOS                               |
| 115593 -            | 2003 UV98              | 19 d'octubre, 2003   | Anderson Mesa        | LONEOS                               |
| 115594 -            | 2003 UX98              | 19 d'octubre, 2003   | Anderson Mesa        | LONEOS                               |
| 115595 -            | 2003 UZ98              | 19 d'octubre, 2003   | Anderson Mesa        | LONEOS                               |
| 115596 -            | 2003 UC99              | 19 d'octubre, 2003   | Anderson Mesa        | LONEOS                               |
| 115597 -            | 2003 UF99              | 19 d'octubre, 2003   | Anderson Mesa        | LONEOS                               |
| 115598 -            | 2003 UH99              | 19 d'octubre, 2003   | Anderson Mesa        | LONEOS                               |
| 115599 -            | 2003 UJ99              | 19 d'octubre, 2003   | Anderson Mesa        | LONEOS                               |
| 115600 -            | 2003 UR99              | 19 d'octubre, 2003   | Kitt Peak            | Spacewatch                           |
| 115601–115700       |                        |                      |                      |                                      |
| 115601 -            | 2003 UT99              | 19 d'octubre, 2003   | Palomar              | NEAT                                 |
| 115602 -            | 2003 UZ99              | 19 d'octubre, 2003   | Palomar              | NEAT                                 |
| 115603 -            | 2003 UB100             | 19 d'octubre, 2003   | Palomar              | NEAT                                 |
| 115604 -            | 2003 UE100             | 19 d'octubre, 2003   | Palomar              | NEAT                                 |
| 115605 -            | 2003 UK100             | 19 d'octubre, 2003   | Palomar              | NEAT                                 |
| 115606 -            | 2003 UJ101             | 20 d'octubre, 2003   | Palomar              | NEAT                                 |
| 115607 -            | 2003 UR101             | 20 d'octubre, 2003   | Socorro              | LINEAR                               |
| 115608 -            | 2003 UR102             | 20 d'octubre, 2003   | Kitt Peak            | Spacewatch                           |
| 115609 -            | 2003 UA103             | 20 d'octubre, 2003   | Kitt Peak            | Spacewatch                           |
| 115610 -            | 2003 UE103             | 20 d'octubre, 2003   | Kitt Peak            | Spacewatch                           |
| 115611 -            | 2003 UG103             | 20 d'octubre, 2003   | Kitt Peak            | Spacewatch                           |
| 115612 -            | 2003 UK103             | 20 d'octubre, 2003   | Kitt Peak            | Spacewatch                           |
| 115613 -            | 2003 UW107             | 19 d'octubre, 2003   | Kitt Peak            | Spacewatch                           |
| 115614 -            | 2003 UZ111             | 20 d'octubre, 2003   | Socorro              | LINEAR                               |
| 115615 -            | 2003 UC112             | 20 d'octubre, 2003   | Socorro              | LINEAR                               |
| 115616 -            | 2003 UH112             | 20 d'octubre, 2003   | Socorro              | LINEAR                               |
| 115617 -            | 2003 UD113             | 20 d'octubre, 2003   | Socorro              | LINEAR                               |
| 115618 -            | 2003 UH114             | 20 d'octubre, 2003   | Socorro              | LINEAR                               |
| 115619 -            | 2003 UD115             | 20 d'octubre, 2003   | Kitt Peak            | Spacewatch                           |
| 115620 -            | 2003 US115             | 20 d'octubre, 2003   | Palomar              | NEAT                                 |
| 115621 -            | 2003 UX116             | 21 d'octubre, 2003   | Socorro              | LINEAR                               |
| 115622 -            | 2003 UC117             | 21 d'octubre, 2003   | Socorro              | LINEAR                               |
| 115623 -            | 2003 UE118             | 17 d'octubre, 2003   | Anderson Mesa        | LONEOS                               |
| 115624 -            | 2003 US119             | 18 d'octubre, 2003   | Palomar              | NEAT                                 |
| 115625 -            | 2003 UQ121             | 19 d'octubre, 2003   | Socorro              | LINEAR                               |
| 115626 -            | 2003 UU121             | 19 d'octubre, 2003   | Socorro              | LINEAR                               |
| 115627 -            | 2003 UW121             | 19 d'octubre, 2003   | Socorro              | LINEAR                               |
| 115628 -            | 2003 UX121             | 19 d'octubre, 2003   | Socorro              | LINEAR                               |
| 115629 -            | 2003 UH122             | 19 d'octubre, 2003   | Socorro              | LINEAR                               |
| 115630 -            | 2003 US122             | 19 d'octubre, 2003   | Socorro              | LINEAR                               |
| 115631 -            | 2003 UP123             | 19 d'octubre, 2003   | Kitt Peak            | Spacewatch                           |
| 115632 -            | 2003 UV124             | 20 d'octubre, 2003   | Socorro              | LINEAR                               |
| 115633 -            | 2003 UH125             | 20 d'octubre, 2003   | Socorro              | LINEAR                               |
| 115634 -            | 2003 UD126             | 20 d'octubre, 2003   | Socorro              | LINEAR                               |
| 115635 -            | 2003 UF126             | 20 d'octubre, 2003   | Socorro              | LINEAR                               |
| 115636 -            | 2003 UG126             | 20 d'octubre, 2003   | Socorro              | LINEAR                               |
| 115637 -            | 2003 UH126             | 20 d'octubre, 2003   | Socorro              | LINEAR                               |
| 115638 -            | 2003 UO126             | 20 d'octubre, 2003   | Palomar              | NEAT                                 |
| 115639 -            | 2003 UX129             | 18 d'octubre, 2003   | Palomar              | NEAT                                 |
| 115640 -            | 2003 UF130             | 18 d'octubre, 2003   | Palomar              | NEAT                                 |
| 115641 -            | 2003 UW130             | 19 d'octubre, 2003   | Anderson Mesa        | LONEOS                               |
| 115642 -            | 2003 UE131             | 19 d'octubre, 2003   | Anderson Mesa        | LONEOS                               |
| 115643 -            | 2003 UJ131             | 19 d'octubre, 2003   | Palomar              | NEAT                                 |
| 115644 -            | 2003 UO132             | 19 d'octubre, 2003   | Palomar              | NEAT                                 |
| 115645 -            | 2003 UP132             | 19 d'octubre, 2003   | Palomar              | NEAT                                 |
| 115646 -            | 2003 UC133             | 19 d'octubre, 2003   | Palomar              | NEAT                                 |
| 115647 -            | 2003 UF133             | 20 d'octubre, 2003   | Palomar              | NEAT                                 |
| 115648 -            | 2003 UY133             | 20 d'octubre, 2003   | Palomar              | NEAT                                 |
| 115649 -            | 2003 UK135             | 21 d'octubre, 2003   | Palomar              | NEAT                                 |
| 115650 -            | 2003 UU135             | 21 d'octubre, 2003   | Palomar              | NEAT                                 |
| 115651 -            | 2003 UV136             | 21 d'octubre, 2003   | Socorro              | LINEAR                               |
| 115652 -            | 2003 UA137             | 21 d'octubre, 2003   | Palomar              | NEAT                                 |
| 115653 -            | 2003 UK137             | 21 d'octubre, 2003   | Socorro              | LINEAR                               |
| 115654 -            | 2003 UQ137             | 21 d'octubre, 2003   | Socorro              | LINEAR                               |
| 115655 -            | 2003 US137             | 21 d'octubre, 2003   | Socorro              | LINEAR                               |
| 115656 -            | 2003 UT137             | 21 d'octubre, 2003   | Socorro              | LINEAR                               |
| 115657 -            | 2003 UW137             | 21 d'octubre, 2003   | Socorro              | LINEAR                               |
| 115658 -            | 2003 UT138             | 16 d'octubre, 2003   | Palomar              | NEAT                                 |
| 115659 -            | 2003 UP139             | 16 d'octubre, 2003   | Anderson Mesa        | LONEOS                               |
| 115660 -            | 2003 UQ139             | 16 d'octubre, 2003   | Anderson Mesa        | LONEOS                               |
| 115661 -            | 2003 UZ139             | 16 d'octubre, 2003   | Anderson Mesa        | LONEOS                               |
| 115662 -            | 2003 UB141             | 17 d'octubre, 2003   | Socorro              | LINEAR                               |
| 115663 -            | 2003 UK142             | 18 d'octubre, 2003   | Anderson Mesa        | LONEOS                               |
| 115664 -            | 2003 UL142             | 18 d'octubre, 2003   | Anderson Mesa        | LONEOS                               |
| 115665 -            | 2003 UN142             | 18 d'octubre, 2003   | Anderson Mesa        | LONEOS                               |
| 115666 -            | 2003 UK143             | 18 d'octubre, 2003   | Anderson Mesa        | LONEOS                               |
| 115667 -            | 2003 UO143             | 18 d'octubre, 2003   | Anderson Mesa        | LONEOS                               |
| 115668 -            | 2003 UQ143             | 18 d'octubre, 2003   | Anderson Mesa        | LONEOS                               |
| 115669 -            | 2003 UW143             | 18 d'octubre, 2003   | Anderson Mesa        | LONEOS                               |
| 115670 -            | 2003 UK144             | 18 d'octubre, 2003   | Anderson Mesa        | LONEOS                               |
| 115671 -            | 2003 UT144             | 18 d'octubre, 2003   | Anderson Mesa        | LONEOS                               |
| 115672 -            | 2003 UW144             | 18 d'octubre, 2003   | Anderson Mesa        | LONEOS                               |
| 115673 -            | 2003 UW145             | 18 d'octubre, 2003   | Anderson Mesa        | LONEOS                               |
| 115674 -            | 2003 UY145             | 18 d'octubre, 2003   | Anderson Mesa        | LONEOS                               |
| 115675 -            | 2003 UE146             | 18 d'octubre, 2003   | Anderson Mesa        | LONEOS                               |
| 115676 -            | 2003 UF146             | 18 d'octubre, 2003   | Anderson Mesa        | LONEOS                               |
| 115677 -            | 2003 UA147             | 18 d'octubre, 2003   | Anderson Mesa        | LONEOS                               |
| 115678 -            | 2003 UV148             | 19 d'octubre, 2003   | Kitt Peak            | Spacewatch                           |
| 115679 -            | 2003 UX148             | 19 d'octubre, 2003   | Anderson Mesa        | LONEOS                               |
| 115680 -            | 2003 UB149             | 19 d'octubre, 2003   | Palomar              | NEAT                                 |
| 115681 -            | 2003 UR149             | 20 d'octubre, 2003   | Socorro              | LINEAR                               |
| 115682 -            | 2003 UN150             | 20 d'octubre, 2003   | Kitt Peak            | Spacewatch                           |
| 115683 -            | 2003 UP150             | 20 d'octubre, 2003   | Kitt Peak            | Spacewatch                           |
| 115684 -            | 2003 UQ150             | 20 d'octubre, 2003   | Kitt Peak            | Spacewatch                           |
| 115685 -            | 2003 UX150             | 21 d'octubre, 2003   | Anderson Mesa        | LONEOS                               |
| 115686 -            | 2003 UU151             | 21 d'octubre, 2003   | Kitt Peak            | Spacewatch                           |
| 115687 -            | 2003 UM152             | 21 d'octubre, 2003   | Palomar              | NEAT                                 |
| 115688 -            | 2003 UA153             | 21 d'octubre, 2003   | Palomar              | NEAT                                 |
| 115689 -            | 2003 UG153             | 21 d'octubre, 2003   | Palomar              | NEAT                                 |
| 115690 -            | 2003 UG154             | 20 d'octubre, 2003   | Palomar              | NEAT                                 |
| 115691 -            | 2003 UH155             | 20 d'octubre, 2003   | Socorro              | LINEAR                               |
| 115692 -            | 2003 UV156             | 20 d'octubre, 2003   | Socorro              | LINEAR                               |
| 115693 -            | 2003 UF157             | 20 d'octubre, 2003   | Socorro              | LINEAR                               |
| 115694 -            | 2003 UT157             | 20 d'octubre, 2003   | Kitt Peak            | Spacewatch                           |
| 115695 -            | 2003 UM160             | 21 d'octubre, 2003   | Kitt Peak            | Spacewatch                           |
| 115696 -            | 2003 UJ162             | 21 d'octubre, 2003   | Socorro              | LINEAR                               |
| 115697 -            | 2003 UK162             | 21 d'octubre, 2003   | Socorro              | LINEAR                               |
| 115698 -            | 2003 UE163             | 21 d'octubre, 2003   | Socorro              | LINEAR                               |
| 115699 -            | 2003 UG163             | 21 d'octubre, 2003   | Socorro              | LINEAR                               |
| 115700 -            | 2003 UO163             | 21 d'octubre, 2003   | Socorro              | LINEAR                               |
| 115701–115800       |                        |                      |                      |                                      |
| 115701 -            | 2003 UW163             | 21 d'octubre, 2003   | Socorro              | LINEAR                               |
| 115702 -            | 2003 UH164             | 21 d'octubre, 2003   | Socorro              | LINEAR                               |
| 115703 -            | 2003 UW164             | 21 d'octubre, 2003   | Palomar              | NEAT                                 |
| 115704 -            | 2003 US166             | 21 d'octubre, 2003   | Kitt Peak            | Spacewatch                           |
| 115705 -            | 2003 UU166             | 21 d'octubre, 2003   | Kvistaberg           | Uppsala-DLR Asteroid Survey          |
| 115706 -            | 2003 UG168             | 22 d'octubre, 2003   | Socorro              | LINEAR                               |
| 115707 -            | 2003 UW168             | 22 d'octubre, 2003   | Socorro              | LINEAR                               |
| 115708 -            | 2003 UA169             | 22 d'octubre, 2003   | Socorro              | LINEAR                               |
| 115709 -            | 2003 UR169             | 22 d'octubre, 2003   | Haleakala            | NEAT                                 |
| 115710 -            | 2003 UY169             | 22 d'octubre, 2003   | Kitt Peak            | Spacewatch                           |
| 115711 -            | 2003 UR170             | 22 d'octubre, 2003   | Kitt Peak            | Spacewatch                           |
| 115712 -            | 2003 US172             | 20 d'octubre, 2003   | Socorro              | LINEAR                               |
| 115713 -            | 2003 UF173             | 20 d'octubre, 2003   | Palomar              | NEAT                                 |
| 115714 -            | 2003 UN173             | 20 d'octubre, 2003   | Kitt Peak            | Spacewatch                           |
| 115715 -            | 2003 UT173             | 20 d'octubre, 2003   | Palomar              | NEAT                                 |
| 115716 -            | 2003 UV173             | 20 d'octubre, 2003   | Palomar              | NEAT                                 |
| 115717 -            | 2003 UQ174             | 21 d'octubre, 2003   | Kitt Peak            | Spacewatch                           |
| 115718 -            | 2003 UQ175             | 21 d'octubre, 2003   | Anderson Mesa        | LONEOS                               |
| 115719 -            | 2003 UX175             | 21 d'octubre, 2003   | Palomar              | NEAT                                 |
| 115720 -            | 2003 UP176             | 21 d'octubre, 2003   | Anderson Mesa        | LONEOS                               |
| 115721 -            | 2003 UT176             | 21 d'octubre, 2003   | Anderson Mesa        | LONEOS                               |
| 115722 -            | 2003 UG177             | 21 d'octubre, 2003   | Palomar              | NEAT                                 |
| 115723 -            | 2003 UV179             | 21 d'octubre, 2003   | Socorro              | LINEAR                               |
| 115724 -            | 2003 UW179             | 21 d'octubre, 2003   | Socorro              | LINEAR                               |
| 115725 -            | 2003 US180             | 21 d'octubre, 2003   | Socorro              | LINEAR                               |
| 115726 -            | 2003 UY180             | 21 d'octubre, 2003   | Socorro              | LINEAR                               |
| 115727 -            | 2003 UD183             | 21 d'octubre, 2003   | Palomar              | NEAT                                 |
| 115728 -            | 2003 UQ183             | 21 d'octubre, 2003   | Palomar              | NEAT                                 |
| 115729 -            | 2003 UY183             | 21 d'octubre, 2003   | Palomar              | NEAT                                 |
| 115730 -            | 2003 UP184             | 21 d'octubre, 2003   | Palomar              | NEAT                                 |
| 115731 -            | 2003 UC185             | 21 d'octubre, 2003   | Palomar              | NEAT                                 |
| 115732 -            | 2003 UL185             | 21 d'octubre, 2003   | Kitt Peak            | Spacewatch                           |
| 115733 -            | 2003 UO185             | 21 d'octubre, 2003   | Kitt Peak            | Spacewatch                           |
| 115734 -            | 2003 UJ186             | 22 d'octubre, 2003   | Socorro              | LINEAR                               |
| 115735 -            | 2003 UN186             | 22 d'octubre, 2003   | Socorro              | LINEAR                               |
| 115736 -            | 2003 UB187             | 22 d'octubre, 2003   | Palomar              | NEAT                                 |
| 115737 -            | 2003 UU187             | 22 d'octubre, 2003   | Socorro              | LINEAR                               |
| 115738 -            | 2003 UZ187             | 22 d'octubre, 2003   | Socorro              | LINEAR                               |
| 115739 -            | 2003 UK188             | 22 d'octubre, 2003   | Socorro              | LINEAR                               |
| 115740 -            | 2003 UU188             | 22 d'octubre, 2003   | Kitt Peak            | Spacewatch                           |
| 115741 -            | 2003 UA189             | 22 d'octubre, 2003   | Kitt Peak            | Spacewatch                           |
| 115742 -            | 2003 UV189             | 22 d'octubre, 2003   | Haleakala            | NEAT                                 |
| 115743 -            | 2003 UW189             | 22 d'octubre, 2003   | Haleakala            | NEAT                                 |
| 115744 -            | 2003 US193             | 20 d'octubre, 2003   | Palomar              | NEAT                                 |
| 115745 -            | 2003 UU193             | 20 d'octubre, 2003   | Kitt Peak            | Spacewatch                           |
| 115746 -            | 2003 UW193             | 20 d'octubre, 2003   | Kitt Peak            | Spacewatch                           |
| 115747 -            | 2003 UB195             | 20 d'octubre, 2003   | Kitt Peak            | Spacewatch                           |
| 115748 -            | 2003 UO195             | 20 d'octubre, 2003   | Kitt Peak            | Spacewatch                           |
| 115749 -            | 2003 UC197             | 21 d'octubre, 2003   | Kitt Peak            | Spacewatch                           |
| 115750 -            | 2003 UU197             | 21 d'octubre, 2003   | Anderson Mesa        | LONEOS                               |
| 115751 -            | 2003 UR202             | 21 d'octubre, 2003   | Socorro              | LINEAR                               |
| 115752 -            | 2003 US202             | 21 d'octubre, 2003   | Socorro              | LINEAR                               |
| 115753 -            | 2003 UT202             | 21 d'octubre, 2003   | Socorro              | LINEAR                               |
| 115754 -            | 2003 UN204             | 21 d'octubre, 2003   | Kitt Peak            | Spacewatch                           |
| 115755 -            | 2003 UQ204             | 21 d'octubre, 2003   | Socorro              | LINEAR                               |
| 115756 -            | 2003 UM205             | 22 d'octubre, 2003   | Socorro              | LINEAR                               |
| 115757 -            | 2003 US205             | 22 d'octubre, 2003   | Socorro              | LINEAR                               |
| 115758 -            | 2003 UH206             | 22 d'octubre, 2003   | Socorro              | LINEAR                               |
| 115759 -            | 2003 UJ206             | 22 d'octubre, 2003   | Socorro              | LINEAR                               |
| 115760 -            | 2003 UK206             | 22 d'octubre, 2003   | Socorro              | LINEAR                               |
| 115761 -            | 2003 UN206             | 22 d'octubre, 2003   | Socorro              | LINEAR                               |
| 115762 -            | 2003 UQ206             | 22 d'octubre, 2003   | Socorro              | LINEAR                               |
| 115763 -            | 2003 UU206             | 22 d'octubre, 2003   | Socorro              | LINEAR                               |
| 115764 -            | 2003 UW206             | 22 d'octubre, 2003   | Socorro              | LINEAR                               |
| 115765 -            | 2003 UZ206             | 22 d'octubre, 2003   | Socorro              | LINEAR                               |
| 115766 -            | 2003 UG207             | 22 d'octubre, 2003   | Socorro              | LINEAR                               |
| 115767 -            | 2003 UL207             | 22 d'octubre, 2003   | Socorro              | LINEAR                               |
| 115768 -            | 2003 UQ207             | 22 d'octubre, 2003   | Socorro              | LINEAR                               |
| 115769 -            | 2003 UY207             | 22 d'octubre, 2003   | Kitt Peak            | Spacewatch                           |
| 115770 -            | 2003 US208             | 22 d'octubre, 2003   | Kitt Peak            | Spacewatch                           |
| 115771 -            | 2003 UW208             | 22 d'octubre, 2003   | Socorro              | LINEAR                               |
| 115772 -            | 2003 UY208             | 23 d'octubre, 2003   | Kitt Peak            | Spacewatch                           |
| 115773 -            | 2003 UH209             | 23 d'octubre, 2003   | Anderson Mesa        | LONEOS                               |
| 115774 -            | 2003 UG210             | 23 d'octubre, 2003   | Anderson Mesa        | LONEOS                               |
| 115775 -            | 2003 UQ210             | 23 d'octubre, 2003   | Nogales              | Tenagra II                           |
| 115776 -            | 2003 UF212             | 23 d'octubre, 2003   | Kitt Peak            | Spacewatch                           |
| 115777 -            | 2003 UJ213             | 23 d'octubre, 2003   | Haleakala            | NEAT                                 |
| 115778 -            | 2003 UP215             | 21 d'octubre, 2003   | Kitt Peak            | Spacewatch                           |
| 115779 -            | 2003 UO216             | 21 d'octubre, 2003   | Socorro              | LINEAR                               |
| 115780 -            | 2003 US216             | 21 d'octubre, 2003   | Socorro              | LINEAR                               |
| 115781 -            | 2003 UH217             | 21 d'octubre, 2003   | Socorro              | LINEAR                               |
| 115782 -            | 2003 UL217             | 21 d'octubre, 2003   | Socorro              | LINEAR                               |
| 115783 -            | 2003 UQ217             | 21 d'octubre, 2003   | Socorro              | LINEAR                               |
| 115784 -            | 2003 UJ218             | 21 d'octubre, 2003   | Socorro              | LINEAR                               |
| 115785 -            | 2003 UM218             | 21 d'octubre, 2003   | Socorro              | LINEAR                               |
| 115786 -            | 2003 UQ218             | 21 d'octubre, 2003   | Socorro              | LINEAR                               |
| 115787 -            | 2003 UV218             | 21 d'octubre, 2003   | Kitt Peak            | Spacewatch                           |
| 115788 -            | 2003 UR220             | 21 d'octubre, 2003   | Socorro              | LINEAR                               |
| 115789 -            | 2003 UN222             | 22 d'octubre, 2003   | Socorro              | LINEAR                               |
| 115790 -            | 2003 US222             | 22 d'octubre, 2003   | Socorro              | LINEAR                               |
| 115791 -            | 2003 UG223             | 22 d'octubre, 2003   | Socorro              | LINEAR                               |
| 115792 -            | 2003 UT223             | 22 d'octubre, 2003   | Socorro              | LINEAR                               |
| 115793 -            | 2003 UC226             | 22 d'octubre, 2003   | Socorro              | LINEAR                               |
| 115794 -            | 2003 UL227             | 23 d'octubre, 2003   | Kitt Peak            | Spacewatch                           |
| 115795 -            | 2003 UM227             | 23 d'octubre, 2003   | Kitt Peak            | Spacewatch                           |
| 115796 -            | 2003 UZ227             | 23 d'octubre, 2003   | Kitt Peak            | Spacewatch                           |
| 115797 -            | 2003 UA228             | 23 d'octubre, 2003   | Kitt Peak            | Spacewatch                           |
| 115798 -            | 2003 UA230             | 23 d'octubre, 2003   | Kitt Peak            | Spacewatch                           |
| 115799 -            | 2003 UX233             | 24 d'octubre, 2003   | Socorro              | LINEAR                               |
| 115800 -            | 2003 UQ235             | 24 d'octubre, 2003   | Kitt Peak            | Spacewatch                           |
| 115801–115900       |                        |                      |                      |                                      |
| 115801 Punahou      | 2003 UW236             | 23 d'octubre, 2003   | Junk Bond            | Junk Bond                            |
| 115802 -            | 2003 UX237             | 23 d'octubre, 2003   | Kitt Peak            | Spacewatch                           |
| 115803 -            | 2003 UY237             | 23 d'octubre, 2003   | Haleakala            | NEAT                                 |
| 115804 -            | 2003 UE238             | 23 d'octubre, 2003   | Haleakala            | NEAT                                 |
| 115805 -            | 2003 UG238             | 23 d'octubre, 2003   | Haleakala            | NEAT                                 |
| 115806 -            | 2003 UH238             | 23 d'octubre, 2003   | Haleakala            | NEAT                                 |
| 115807 -            | 2003 UJ238             | 23 d'octubre, 2003   | Haleakala            | NEAT                                 |
| 115808 -            | 2003 UL238             | 23 d'octubre, 2003   | Haleakala            | NEAT                                 |
| 115809 -            | 2003 UR239             | 24 d'octubre, 2003   | Socorro              | LINEAR                               |
| 115810 -            | 2003 UU239             | 24 d'octubre, 2003   | Socorro              | LINEAR                               |
| 115811 -            | 2003 UH240             | 24 d'octubre, 2003   | Socorro              | LINEAR                               |
| 115812 -            | 2003 UD243             | 24 d'octubre, 2003   | Socorro              | LINEAR                               |
| 115813 -            | 2003 US243             | 24 d'octubre, 2003   | Socorro              | LINEAR                               |
| 115814 -            | 2003 UZ243             | 24 d'octubre, 2003   | Socorro              | LINEAR                               |
| 115815 -            | 2003 UF244             | 24 d'octubre, 2003   | Socorro              | LINEAR                               |
| 115816 -            | 2003 UT245             | 24 d'octubre, 2003   | Socorro              | LINEAR                               |
| 115817 -            | 2003 UV245             | 24 d'octubre, 2003   | Socorro              | LINEAR                               |
| 115818 -            | 2003 UH246             | 24 d'octubre, 2003   | Socorro              | LINEAR                               |
| 115819 -            | 2003 UK246             | 24 d'octubre, 2003   | Socorro              | LINEAR                               |
| 115820 -            | 2003 UK250             | 25 d'octubre, 2003   | Socorro              | LINEAR                               |
| 115821 -            | 2003 UP251             | 25 d'octubre, 2003   | Haleakala            | NEAT                                 |
| 115822 -            | 2003 UA252             | 26 d'octubre, 2003   | Catalina             | CSS                                  |
| 115823 -            | 2003 UF252             | 26 d'octubre, 2003   | Catalina             | CSS                                  |
| 115824 -            | 2003 UH252             | 26 d'octubre, 2003   | Socorro              | LINEAR                               |
| 115825 -            | 2003 US252             | 26 d'octubre, 2003   | Kitt Peak            | Spacewatch                           |
| 115826 -            | 2003 UT252             | 26 d'octubre, 2003   | Kitt Peak            | Spacewatch                           |
| 115827 -            | 2003 UW252             | 26 d'octubre, 2003   | Kitt Peak            | Spacewatch                           |
| 115828 -            | 2003 UR253             | 22 d'octubre, 2003   | Palomar              | NEAT                                 |
| 115829 -            | 2003 UU253             | 22 d'octubre, 2003   | Anderson Mesa        | LONEOS                               |
| 115830 -            | 2003 UO255             | 25 d'octubre, 2003   | Socorro              | LINEAR                               |
| 115831 -            | 2003 UX258             | 25 d'octubre, 2003   | Socorro              | LINEAR                               |
| 115832 -            | 2003 UA259             | 25 d'octubre, 2003   | Socorro              | LINEAR                               |
| 115833 -            | 2003 UB259             | 25 d'octubre, 2003   | Socorro              | LINEAR                               |
| 115834 -            | 2003 UP259             | 25 d'octubre, 2003   | Socorro              | LINEAR                               |
| 115835 -            | 2003 UD260             | 25 d'octubre, 2003   | Socorro              | LINEAR                               |
| 115836 -            | 2003 UJ260             | 25 d'octubre, 2003   | Socorro              | LINEAR                               |
| 115837 -            | 2003 US260             | 25 d'octubre, 2003   | Haleakala            | NEAT                                 |
| 115838 -            | 2003 UX260             | 26 d'octubre, 2003   | Anderson Mesa        | LONEOS                               |
| 115839 -            | 2003 UD262             | 26 d'octubre, 2003   | Kitt Peak            | Spacewatch                           |
| 115840 -            | 2003 UJ262             | 26 d'octubre, 2003   | Haleakala            | NEAT                                 |
| 115841 -            | 2003 UL262             | 26 d'octubre, 2003   | Haleakala            | NEAT                                 |
| 115842 -            | 2003 UP262             | 26 d'octubre, 2003   | Haleakala            | NEAT                                 |
| 115843 -            | 2003 UN264             | 27 d'octubre, 2003   | Socorro              | LINEAR                               |
| 115844 -            | 2003 UU264             | 27 d'octubre, 2003   | Socorro              | LINEAR                               |
| 115845 -            | 2003 UY264             | 27 d'octubre, 2003   | Socorro              | LINEAR                               |
| 115846 -            | 2003 UA265             | 27 d'octubre, 2003   | Socorro              | LINEAR                               |
| 115847 -            | 2003 UF265             | 27 d'octubre, 2003   | Socorro              | LINEAR                               |
| 115848 -            | 2003 UL266             | 28 d'octubre, 2003   | Socorro              | LINEAR                               |
| 115849 -            | 2003 UD267             | 28 d'octubre, 2003   | Socorro              | LINEAR                               |
| 115850 -            | 2003 UN268             | 28 d'octubre, 2003   | Socorro              | LINEAR                               |
| 115851 -            | 2003 UT269             | 29 d'octubre, 2003   | Socorro              | LINEAR                               |
| 115852 -            | 2003 UX269             | 24 d'octubre, 2003   | Bergisch Gladbach    | W. Bickel                            |
| 115853 -            | 2003 UK271             | 17 d'octubre, 2003   | Palomar              | NEAT                                 |
| 115854 -            | 2003 UT272             | 29 d'octubre, 2003   | Socorro              | LINEAR                               |
| 115855 -            | 2003 UX272             | 29 d'octubre, 2003   | Socorro              | LINEAR                               |
| 115856 -            | 2003 UY272             | 29 d'octubre, 2003   | Socorro              | LINEAR                               |
| 115857 -            | 2003 UA273             | 29 d'octubre, 2003   | Socorro              | LINEAR                               |
| 115858 -            | 2003 UE273             | 29 d'octubre, 2003   | Socorro              | LINEAR                               |
| 115859 -            | 2003 UG273             | 29 d'octubre, 2003   | Socorro              | LINEAR                               |
| 115860 -            | 2003 UT273             | 29 d'octubre, 2003   | Kitt Peak            | Spacewatch                           |
| 115861 -            | 2003 UE274             | 29 d'octubre, 2003   | Haleakala            | NEAT                                 |
| 115862 -            | 2003 UK274             | 30 d'octubre, 2003   | Socorro              | LINEAR                               |
| 115863 -            | 2003 UL274             | 30 d'octubre, 2003   | Socorro              | LINEAR                               |
| 115864 -            | 2003 US274             | 30 d'octubre, 2003   | Socorro              | LINEAR                               |
| 115865 -            | 2003 UY274             | 29 d'octubre, 2003   | Socorro              | LINEAR                               |
| 115866 -            | 2003 UH275             | 29 d'octubre, 2003   | Socorro              | LINEAR                               |
| 115867 -            | 2003 UQ278             | 25 d'octubre, 2003   | Socorro              | LINEAR                               |
| 115868 -            | 2003 UT278             | 25 d'octubre, 2003   | Socorro              | LINEAR                               |
| 115869 -            | 2003 UW278             | 25 d'octubre, 2003   | Socorro              | LINEAR                               |
| 115870 -            | 2003 UZ278             | 26 d'octubre, 2003   | Socorro              | LINEAR                               |
| 115871 -            | 2003 UA279             | 26 d'octubre, 2003   | Kitt Peak            | Spacewatch                           |
| 115872 -            | 2003 UC280             | 27 d'octubre, 2003   | Socorro              | LINEAR                               |
| 115873 -            | 2003 UT280             | 28 d'octubre, 2003   | Socorro              | LINEAR                               |
| 115874 -            | 2003 UZ280             | 28 d'octubre, 2003   | Socorro              | LINEAR                               |
| 115875 -            | 2003 UA281             | 28 d'octubre, 2003   | Socorro              | LINEAR                               |
| 115876 -            | 2003 UK282             | 29 d'octubre, 2003   | Anderson Mesa        | LONEOS                               |
| 115877 -            | 2003 UO282             | 29 d'octubre, 2003   | Anderson Mesa        | LONEOS                               |
| 115878 -            | 2003 UR282             | 29 d'octubre, 2003   | Anderson Mesa        | LONEOS                               |
| 115879 -            | 2003 UV282             | 29 d'octubre, 2003   | Anderson Mesa        | LONEOS                               |
| 115880 -            | 2003 UP283             | 30 d'octubre, 2003   | Socorro              | LINEAR                               |
| 115881 -            | 2003 UQ284             | 29 d'octubre, 2003   | Socorro              | LINEAR                               |
| 115882 -            | 2003 UM293             | 18 d'octubre, 2003   | Socorro              | LINEAR                               |
| 115883 -            | 2003 UX299             | 16 d'octubre, 2003   | Kitt Peak            | Spacewatch                           |
| 115884 -            | 2003 UD309             | 19 d'octubre, 2003   | Kitt Peak            | Spacewatch                           |
| 115885 Ganz         | 2003 VL1               | 6 de novembre, 2003  | Piszkéstető          | K. Sárneczky, B. Sipőcz              |
| 115886 -            | 2003 VQ1               | 2 de novembre, 2003  | Socorro              | LINEAR                               |
| 115887 -            | 2003 VT1               | 1 de novembre, 2003  | Socorro              | LINEAR                               |
| 115888 -            | 2003 VU1               | 1 de novembre, 2003  | Socorro              | LINEAR                               |
| 115889 -            | 2003 VC2               | 3 de novembre, 2003  | Socorro              | LINEAR                               |
| 115890 -            | 2003 VE2               | 3 de novembre, 2003  | Socorro              | LINEAR                               |
| 115891 Scottmichael | 2003 VW2               | 14 de novembre, 2003 | Wrightwood           | J. W. Young                          |
| 115892 -            | 2003 VR3               | 15 de novembre, 2003 | Kitt Peak            | Spacewatch                           |
| 115893 -            | 2003 VA4               | 14 de novembre, 2003 | Palomar              | NEAT                                 |
| 115894 -            | 2003 VD4               | 14 de novembre, 2003 | Palomar              | NEAT                                 |
| 115895 -            | 2003 VE6               | 14 de novembre, 2003 | Palomar              | NEAT                                 |
| 115896 -            | 2003 VF6               | 14 de novembre, 2003 | Palomar              | NEAT                                 |
| 115897 -            | 2003 VF8               | 14 de novembre, 2003 | Palomar              | NEAT                                 |
| 115898 -            | 2003 VO9               | 15 de novembre, 2003 | Palomar              | NEAT                                 |
| 115899 -            | 2003 VR9               | 15 de novembre, 2003 | Kitt Peak            | Spacewatch                           |
| 115900 -            | 2003 VZ9               | 4 de novembre, 2003  | Socorro              | LINEAR                               |
| 115901–116000       |                        |                      |                      |                                      |
| 115901 -            | 2003 VK10              | 15 de novembre, 2003 | Palomar              | NEAT                                 |
| 115902 -            | 2003 VU11              | 3 de novembre, 2003  | Socorro              | LINEAR                               |
| 115903 -            | 2003 VZ11              | 3 de novembre, 2003  | Socorro              | LINEAR                               |
| 115904 -            | 2003 WC                | 16 de novembre, 2003 | Kitt Peak            | Spacewatch                           |
| 115905 -            | 2003 WT                | 16 de novembre, 2003 | Catalina             | CSS                                  |
| 115906 -            | 2003 WB1               | 16 de novembre, 2003 | Catalina             | CSS                                  |
| 115907 -            | 2003 WP1               | 16 de novembre, 2003 | Catalina             | CSS                                  |
| 115908 -            | 2003 WZ1               | 16 de novembre, 2003 | Catalina             | CSS                                  |
| 115909 -            | 2003 WF3               | 16 de novembre, 2003 | Kitt Peak            | Spacewatch                           |
| 115910 -            | 2003 WV3               | 16 de novembre, 2003 | Catalina             | CSS                                  |
| 115911 -            | 2003 WB4               | 16 de novembre, 2003 | Catalina             | CSS                                  |
| 115912 -            | 2003 WK5               | 18 de novembre, 2003 | Palomar              | NEAT                                 |
| 115913 -            | 2003 WS5               | 18 de novembre, 2003 | Palomar              | NEAT                                 |
| 115914 -            | 2003 WE6               | 18 de novembre, 2003 | Palomar              | NEAT                                 |
| 115915 -            | 2003 WT6               | 18 de novembre, 2003 | Palomar              | NEAT                                 |
| 115916 -            | 2003 WB8               | 18 de novembre, 2003 | Socorro              | LINEAR                               |
| 115917 -            | 2003 WE8               | 16 de novembre, 2003 | Kitt Peak            | Spacewatch                           |
| 115918 -            | 2003 WG9               | 18 de novembre, 2003 | Kitt Peak            | Spacewatch                           |
| 115919 -            | 2003 WS10              | 18 de novembre, 2003 | Kitt Peak            | Spacewatch                           |
| 115920 -            | 2003 WO11              | 18 de novembre, 2003 | Palomar              | NEAT                                 |
| 115921 -            | 2003 WQ11              | 18 de novembre, 2003 | Palomar              | NEAT                                 |
| 115922 -            | 2003 WR11              | 18 de novembre, 2003 | Palomar              | NEAT                                 |
| 115923 -            | 2003 WS11              | 18 de novembre, 2003 | Palomar              | NEAT                                 |
| 115924 -            | 2003 WH12              | 18 de novembre, 2003 | Palomar              | NEAT                                 |
| 115925 -            | 2003 WZ14              | 16 de novembre, 2003 | Kitt Peak            | Spacewatch                           |
| 115926 -            | 2003 WJ17              | 18 de novembre, 2003 | Palomar              | NEAT                                 |
| 115927 -            | 2003 WQ17              | 18 de novembre, 2003 | Palomar              | NEAT                                 |
| 115928 -            | 2003 WB19              | 19 de novembre, 2003 | Socorro              | LINEAR                               |
| 115929 -            | 2003 WU20              | 19 de novembre, 2003 | Socorro              | LINEAR                               |
| 115930 -            | 2003 WH22              | 19 de novembre, 2003 | Palomar              | NEAT                                 |
| 115931 -            | 2003 WJ22              | 19 de novembre, 2003 | Socorro              | LINEAR                               |
| 115932 -            | 2003 WF23              | 18 de novembre, 2003 | Kitt Peak            | Spacewatch                           |
| 115933 -            | 2003 WP23              | 18 de novembre, 2003 | Kitt Peak            | Spacewatch                           |
| 115934 -            | 2003 WJ24              | 19 de novembre, 2003 | Kitt Peak            | Spacewatch                           |
| 115935 -            | 2003 WF25              | 18 de novembre, 2003 | Kitt Peak            | Spacewatch                           |
| 115936 -            | 2003 WF26              | 18 de novembre, 2003 | Goodricke-Pigott     | Goodricke-Pigott                     |
| 115937 -            | 2003 WG26              | 18 de novembre, 2003 | Goodricke-Pigott     | R. A. Tucker                         |
| 115938 -            | 2003 WV28              | 18 de novembre, 2003 | Kitt Peak            | Spacewatch                           |
| 115939 -            | 2003 WC29              | 18 de novembre, 2003 | Palomar              | NEAT                                 |
| 115940 -            | 2003 WD29              | 18 de novembre, 2003 | Kitt Peak            | Spacewatch                           |
| 115941 -            | 2003 WE29              | 18 de novembre, 2003 | Kitt Peak            | Spacewatch                           |
| 115942 -            | 2003 WR29              | 18 de novembre, 2003 | Kitt Peak            | Spacewatch                           |
| 115943 -            | 2003 WC30              | 18 de novembre, 2003 | Kitt Peak            | Spacewatch                           |
| 115944 -            | 2003 WD30              | 18 de novembre, 2003 | Kitt Peak            | Spacewatch                           |
| 115945 -            | 2003 WE30              | 18 de novembre, 2003 | Kitt Peak            | Spacewatch                           |
| 115946 -            | 2003 WU30              | 18 de novembre, 2003 | Kitt Peak            | Spacewatch                           |
| 115947 -            | 2003 WJ32              | 18 de novembre, 2003 | Kitt Peak            | Spacewatch                           |
| 115948 -            | 2003 WQ32              | 18 de novembre, 2003 | Kitt Peak            | Spacewatch                           |
| 115949 -            | 2003 WL33              | 18 de novembre, 2003 | Kitt Peak            | Spacewatch                           |
| 115950 Kocherpeter  | 2003 WT33              | 18 de novembre, 2003 | Vicques              | Vicques                              |
| 115951 -            | 2003 WD34              | 19 de novembre, 2003 | Kitt Peak            | Spacewatch                           |
| 115952 -            | 2003 WG34              | 19 de novembre, 2003 | Kitt Peak            | Spacewatch                           |
| 115953 -            | 2003 WJ35              | 19 de novembre, 2003 | Socorro              | LINEAR                               |
| 115954 -            | 2003 WD40              | 19 de novembre, 2003 | Kitt Peak            | Spacewatch                           |
| 115955 -            | 2003 WJ40              | 19 de novembre, 2003 | Kitt Peak            | Spacewatch                           |
| 115956 -            | 2003 WK40              | 19 de novembre, 2003 | Kitt Peak            | Spacewatch                           |
| 115957 -            | 2003 WS40              | 19 de novembre, 2003 | Kitt Peak            | Spacewatch                           |
| 115958 -            | 2003 WD41              | 19 de novembre, 2003 | Kitt Peak            | Spacewatch                           |
| 115959 -            | 2003 WJ41              | 19 de novembre, 2003 | Kitt Peak            | Spacewatch                           |
| 115960 -            | 2003 WK41              | 19 de novembre, 2003 | Kitt Peak            | Spacewatch                           |
| 115961 -            | 2003 WM41              | 19 de novembre, 2003 | Kitt Peak            | Spacewatch                           |
| 115962 -            | 2003 WN41              | 19 de novembre, 2003 | Kitt Peak            | Spacewatch                           |
| 115963 -            | 2003 WO41              | 19 de novembre, 2003 | Kitt Peak            | Spacewatch                           |
| 115964 -            | 2003 WH42              | 21 de novembre, 2003 | Socorro              | LINEAR                               |
| 115965 -            | 2003 WY43              | 19 de novembre, 2003 | Palomar              | NEAT                                 |
| 115966 -            | 2003 WH44              | 19 de novembre, 2003 | Palomar              | NEAT                                 |
| 115967 -            | 2003 WQ44              | 19 de novembre, 2003 | Palomar              | NEAT                                 |
| 115968 -            | 2003 WT44              | 19 de novembre, 2003 | Palomar              | NEAT                                 |
| 115969 -            | 2003 WA45              | 19 de novembre, 2003 | Palomar              | NEAT                                 |
| 115970 -            | 2003 WQ45              | 19 de novembre, 2003 | Palomar              | NEAT                                 |
| 115971 -            | 2003 WR45              | 19 de novembre, 2003 | Palomar              | NEAT                                 |
| 115972 -            | 2003 WK46              | 18 de novembre, 2003 | Palomar              | NEAT                                 |
| 115973 -            | 2003 WM49              | 19 de novembre, 2003 | Socorro              | LINEAR                               |
| 115974 -            | 2003 WS54              | 20 de novembre, 2003 | Socorro              | LINEAR                               |
| 115975 -            | 2003 WJ55              | 20 de novembre, 2003 | Socorro              | LINEAR                               |
| 115976 -            | 2003 WQ55              | 20 de novembre, 2003 | Socorro              | LINEAR                               |
| 115977 -            | 2003 WC56              | 20 de novembre, 2003 | Socorro              | LINEAR                               |
| 115978 -            | 2003 WQ56              | 21 de novembre, 2003 | Socorro              | LINEAR                               |
| 115979 -            | 2003 WX56              | 18 de novembre, 2003 | Kitt Peak            | Spacewatch                           |
| 115980 -            | 2003 WH58              | 18 de novembre, 2003 | Kitt Peak            | Spacewatch                           |
| 115981 -            | 2003 WT58              | 18 de novembre, 2003 | Kitt Peak            | Spacewatch                           |
| 115982 -            | 2003 WE59              | 18 de novembre, 2003 | Kitt Peak            | Spacewatch                           |
| 115983 -            | 2003 WJ59              | 18 de novembre, 2003 | Kitt Peak            | Spacewatch                           |
| 115984 -            | 2003 WZ60              | 19 de novembre, 2003 | Kitt Peak            | Spacewatch                           |
| 115985 -            | 2003 WE61              | 19 de novembre, 2003 | Kitt Peak            | Spacewatch                           |
| 115986 -            | 2003 WT61              | 19 de novembre, 2003 | Kitt Peak            | Spacewatch                           |
| 115987 -            | 2003 WA62              | 19 de novembre, 2003 | Kitt Peak            | Spacewatch                           |
| 115988 -            | 2003 WQ62              | 19 de novembre, 2003 | Kitt Peak            | Spacewatch                           |
| 115989 -            | 2003 WD63              | 19 de novembre, 2003 | Kitt Peak            | Spacewatch                           |
| 115990 -            | 2003 WF64              | 19 de novembre, 2003 | Kitt Peak            | Spacewatch                           |
| 115991 -            | 2003 WH64              | 19 de novembre, 2003 | Kitt Peak            | Spacewatch                           |
| 115992 -            | 2003 WV65              | 19 de novembre, 2003 | Kitt Peak            | Spacewatch                           |
| 115993 -            | 2003 WF67              | 19 de novembre, 2003 | Kitt Peak            | Spacewatch                           |
| 115994 -            | 2003 WP68              | 19 de novembre, 2003 | Kitt Peak            | Spacewatch                           |
| 115995 -            | 2003 WT69              | 19 de novembre, 2003 | Kitt Peak            | Spacewatch                           |
| 115996 -            | 2003 WZ70              | 20 de novembre, 2003 | Palomar              | NEAT                                 |
| 115997 -            | 2003 WP72              | 20 de novembre, 2003 | Socorro              | LINEAR                               |
| 115998 -            | 2003 WS72              | 20 de novembre, 2003 | Socorro              | LINEAR                               |
| 115999 -            | 2003 WD73              | 20 de novembre, 2003 | Socorro              | LINEAR                               |
| 116000 -            | 2003 WK73              | 20 de novembre, 2003 | Socorro              | LINEAR                               |